# Haus der Stadtgeschichte (Heilbronn)

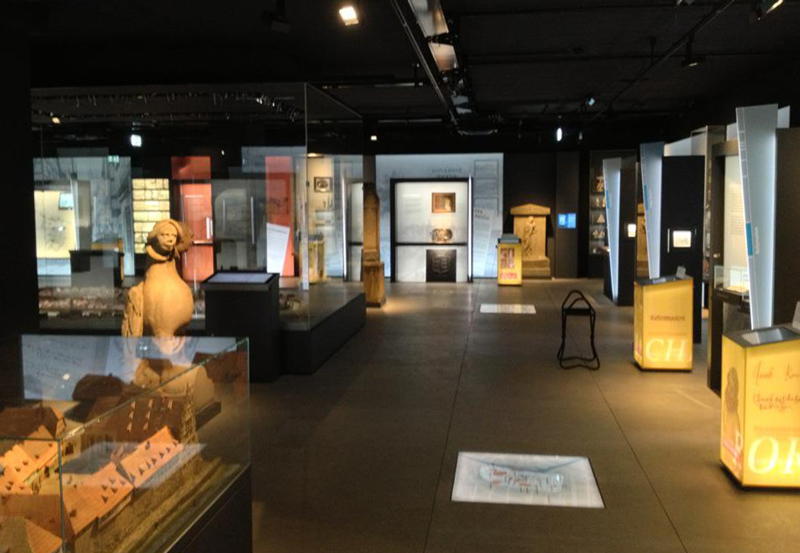
Blick in einen der Ausstellungsräume im Haus der Stadtgeschichte in Heilbronn

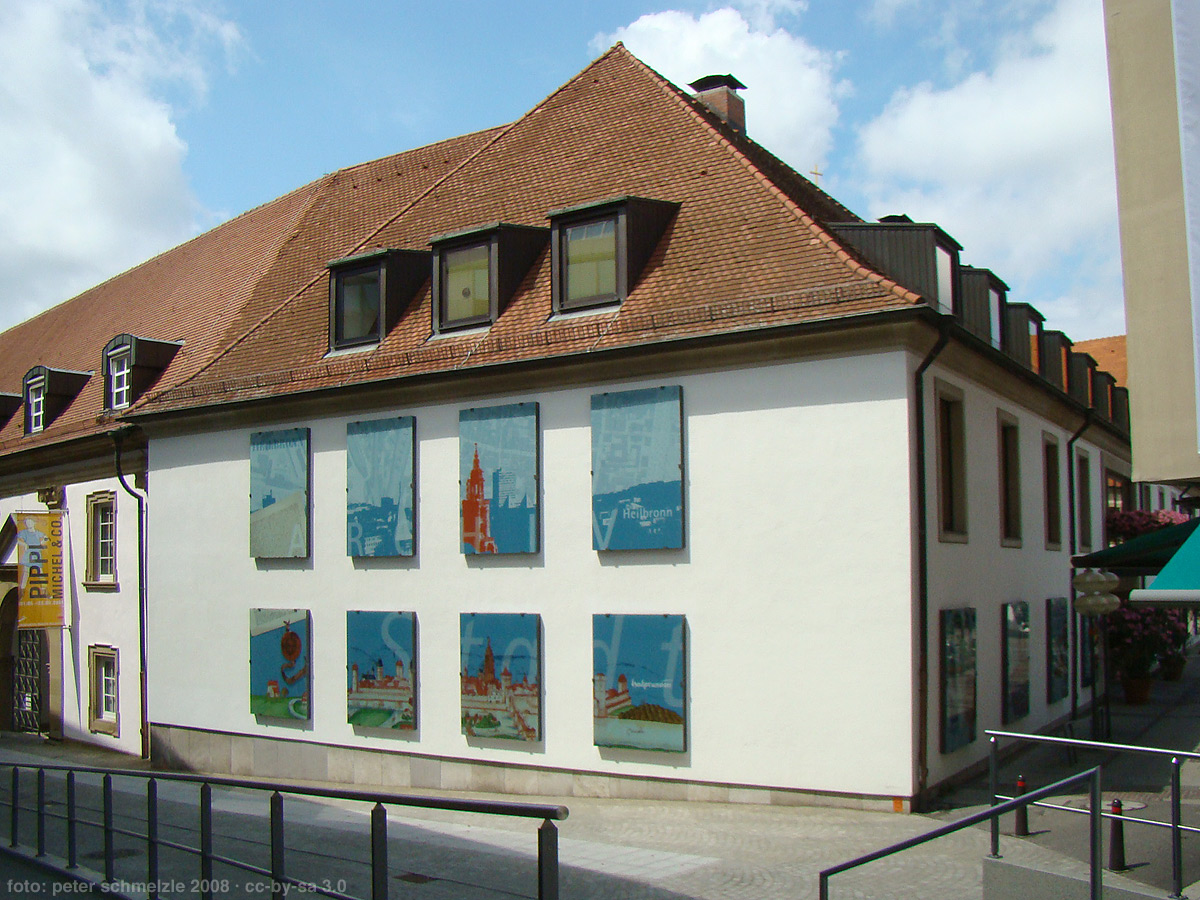
Das Haus der Stadtgeschichte befindet sich im städtischen Archivgebäude im Heilbronner Deutschhof

Das Haus der Stadtgeschichte (auch Otto-Rettenmaier-Haus) in Heilbronn ist Sitz des Stadtarchivs Heilbronn und bietet ein Forschungs-, Dokumentations- und Museumsangebot zur Geschichte der Stadt Heilbronn. In ihrer heutigen Form wurde die Einrichtung im Juli 2012 eröffnet.

## Geschichte
Der Heilbronner Unternehmer Otto Rettenmaier hat 2011/2012 den Umbau des Archivgebäudes im Deutschhof zum Otto-Rettenmaier-Haus mit einer Spende von 3 Mio. Euro finanziert. Dabei wurden insbesondere die Ausstellungsfläche, die Gebäudetechnik und die Sammlungspräsentation im Archivgebäude völlig erneuert. Bei den Umbauarbeiten wurde zusätzlich zum bisherigen Eingang von der Eichgasse ein neuer Zugang zum Gebäude vom Deutschhof-Innenhof her geschaffen, außerdem auch eine durchgängige Verbindung der Ausstellungsflächen mit denen der ebenfalls im Deutschhof befindlichen Städtischen Museen Heilbronn, die neben Kunst weitere stadtgeschichtliche Exponate zeigen.

## Ausstellungskonzept
Das Haus präsentiert die vom Stadtarchiv konzipierte Ausstellung „Heilbronn historisch! Menschen, Plätze, Geschichten“ in zwei Sälen auf 485 Quadratmetern Ausstellungsfläche. Die beiden Ausstellungsräume zu beiden Seiten des Foyers zeigen die Geschichte der Stadt Heilbronn von den Anfängen bis in die Gegenwart. Im kleineren der beiden Räume wird die Stadtgeschichte vom Hochmittelalter bis in das 19. Jahrhundert in fünf Kapiteln präsentiert. Im Mittelpunkt steht dabei ein dreidimensionales Modell der Stadt Heilbronn um 1800, bei dem sich einzelne Bauwerke beleuchtet hervorheben lassen und an dem ergänzende Informationen zu Gebäuden und Themenkomplexen über Monitore und Wandprojektionen abgerufen werden können. Im größeren der beiden Säle wird die Stadtgeschichte seit der Industrialisierung in weiteren fünf Kapiteln präsentiert, wobei hier großformatige Tafeln mit Stadtansichten aus dem frühen 20. Jahrhundert im Mittelpunkt des Raumes stehen.
Die große Zahl authentischer Exponate wird durch Texte, Bilder, Audio- und Videoangebote ergänzt. Dem Rundgang folgend, dokumentieren im Fußboden eingelassene und beleuchtete Karten die Veränderungen der Stadt und heben diejenigen der Gebäude hervor, auf die die jeweilige Ausstellungsstation Bezug nimmt. Medienpulte zu Heilbronner Köpfen und interaktive Wandmonitore widmen sich bestimmten Teilaspekten der Stadtgeschichte. Im kleineren Ausstellungssaal gibt es einen Kinoraum mit Filmen zur Stadtgeschichte, im größeren Ausstellungssaal kann ein Teil des Raums für Sonderausstellungen und Veranstaltungen genutzt werden. Am Ende des Rundgangs befindet sich eine umgebaute Fotokabine, in der Besucher ihre Eindrücke per Videoaufzeichnung zum Archivgut geben können.
Der Eintritt zur Ausstellung wie auch der Eintritt in die städtischen Museen ist frei, die Ausstellungen beider Häuser haben 44 Stunden pro Woche geöffnet. Das Stadtarchiv hat ein ehrenamtliches Lotsenteam aus stadtgeschichtlich interessierten Personen zusammengestellt, das die Begrüßung und Betreuung der Besucher im Ausstellungsbereich übernimmt.

## Themen

### Erste Spuren
Eine karolingische Figur aus der Zeit um das Jahr 800 ist das älteste gezeigte Exponat. Die Figur, deren Herkunft und ursprüngliche Verwendung unbekannt sind, symbolisiert die urkundenlose Frühzeit der Stadtgeschichte. Das nachfolgend ausgestellte Tympanon vom Heilbronner Siebenröhrenbrunnen weist auf die Herkunft des Stadtnamens hin, der anlässlich einer Schenkung im Jahr 741 in einer Urkunde von 822 erstmals erwähnt wird.

### Hoch- und Spätmittelalter

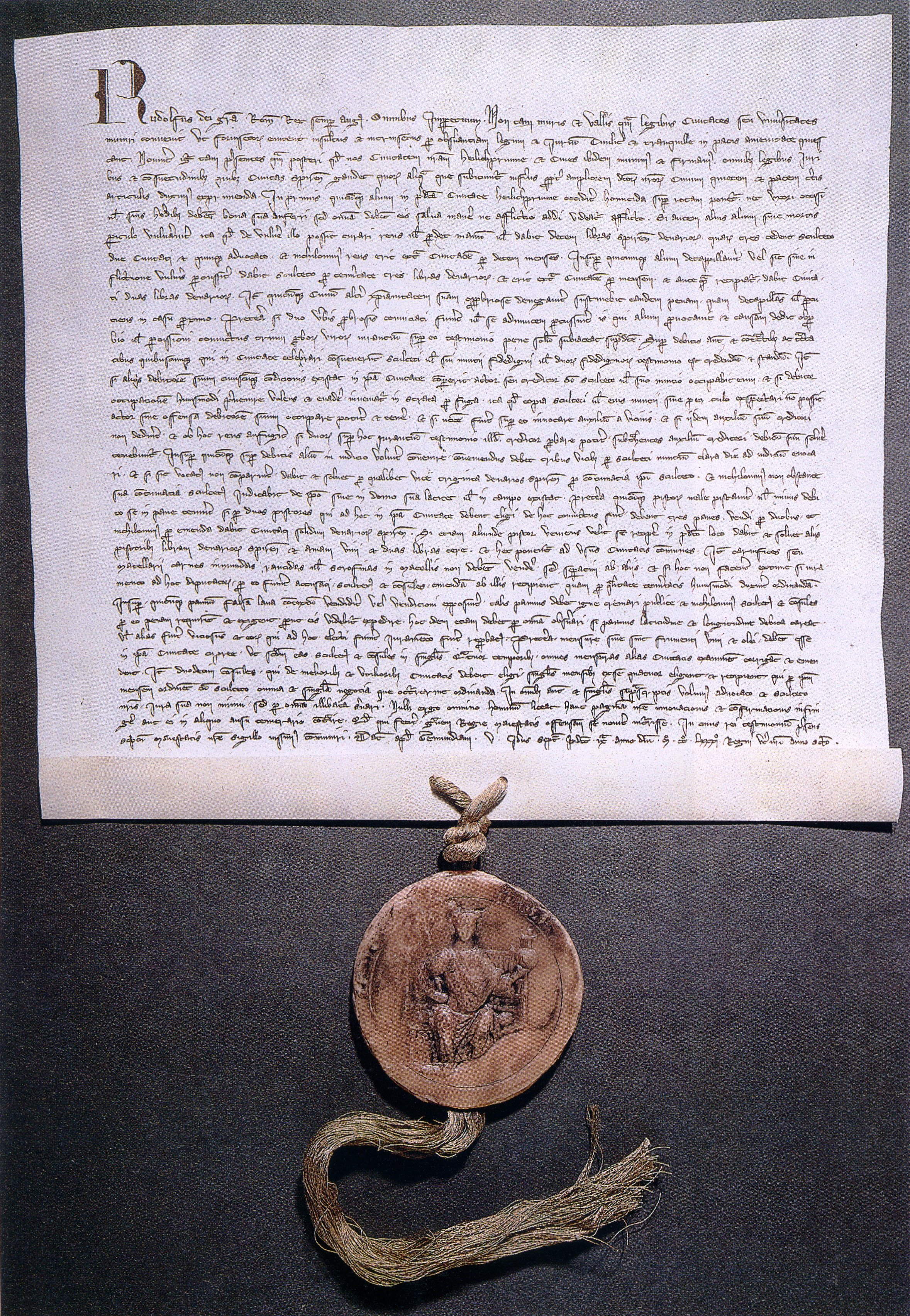
Stadtrechtsurkunde vom 9. September 1281

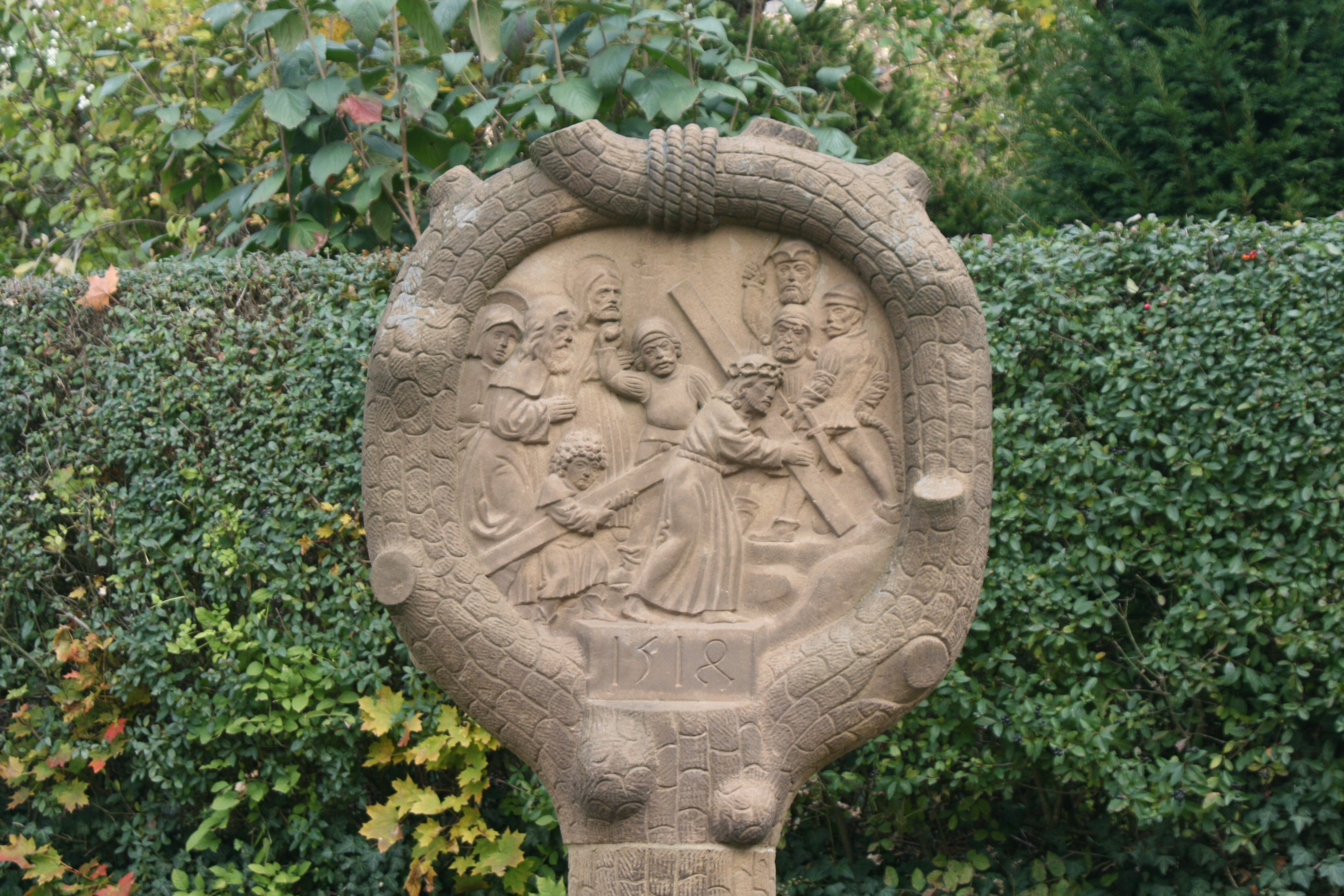
Bildstock an der Armsündersteige, Kopie am ursprünglichen Standort

Behandelte Themen sind: „Dorf und Stadt“, „Reichsstadt, Handelsstadt“ sowie „Kaufmannsstadt“.
Auf einer Konsole werden die wichtigsten Urkunden der Stadt Heilbronn dargestellt und übersetzt:
- Urkunde zur Ersterwähnung 741
- Urkunde zum Aufenthalt Ludwigs des Deutschen im Jahr 841
- Urkunde zum Hirsauer Codex 1146: Marktrecht, Hafen und Weinbau
- Urkunde zum Oppidum Heilecbrunnen wird 1225 Lehen der Staufer
- Urkunde zum Stadtrecht 1281 durch Rudolf von Habsburg
- Urkunde über einen Ablass für St. Kilian von 1297
- Urkunde zum Neckarprivileg von 1333 durch Ludwig den Bayern
- Urkunde zur Reichsstadt ab 1371, mit der paritätische Verfassung von 1371 durch Karl IV.

Steinerne Denkmale jener Zeit sind der Gedenkstein für Nathan den Vorsteher aus dem 10. Jahrhundert, der auf die sehr alte Jüdische Gemeinde Heilbronn verweist, ein Markstein der Stadt Heilbronn von 1494 vom Heilbronner Staufenberg an der Grenze zu Sontheim, der ursprünglich an der Armsündersteige auf dem Weg zum Heilbronner Galgen aufgestellte Bildstock von 1514 sowie die Grabplatte des Arnold Geiling von Illesheim, des Schwiegervaters Götz von Berlichingens.
Ein Modell des 1306 gestifteten Katharinenspitals von Wilhelm Rieth visualisiert die wichtigste städtische Einrichtung zur Alten- und Armenvorsorge.
An der Wand zeigt eine große Karte den Plan des Heilbroner Gebiets von Böckingen bis zu Markungsgrenze Obereisesheim aus dem Jahre 1597. Weiteres historisches Kartenmaterial zeigt Ansichten der reichsstädtischen Dörfer Böckingen, Flein, Frankenbach und Neckargartach auf Ansichten aus dem Kieserschen Forstlagerbuch von 1684 und aus der Faberschen Chronik um 1700, außerdem einen Markungsplan des 1333 von der Stadt Heilbronn erworbenen und danach abgegangenen Dorfes Altböckingen von 1778.

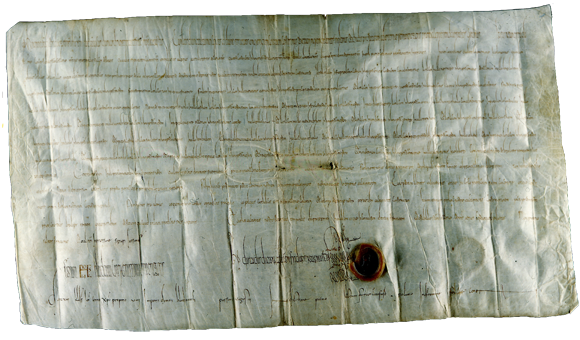
Pfalzversammlungs-Urkunde König Ludwigs des Deutschen von 841
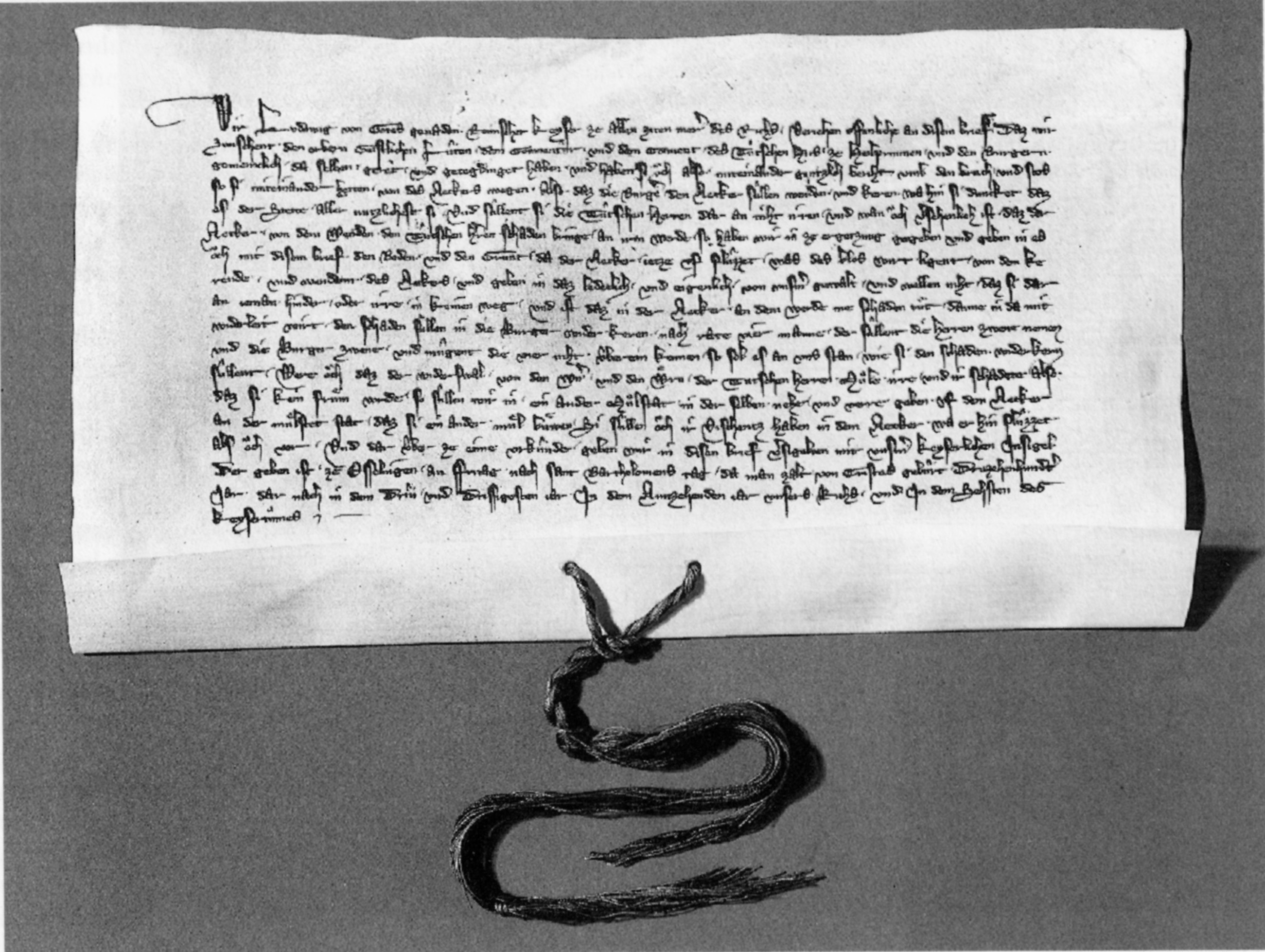
Die Urkunde, in der Heilbronn am 27. August 1333 das Neckarprivileg erhält
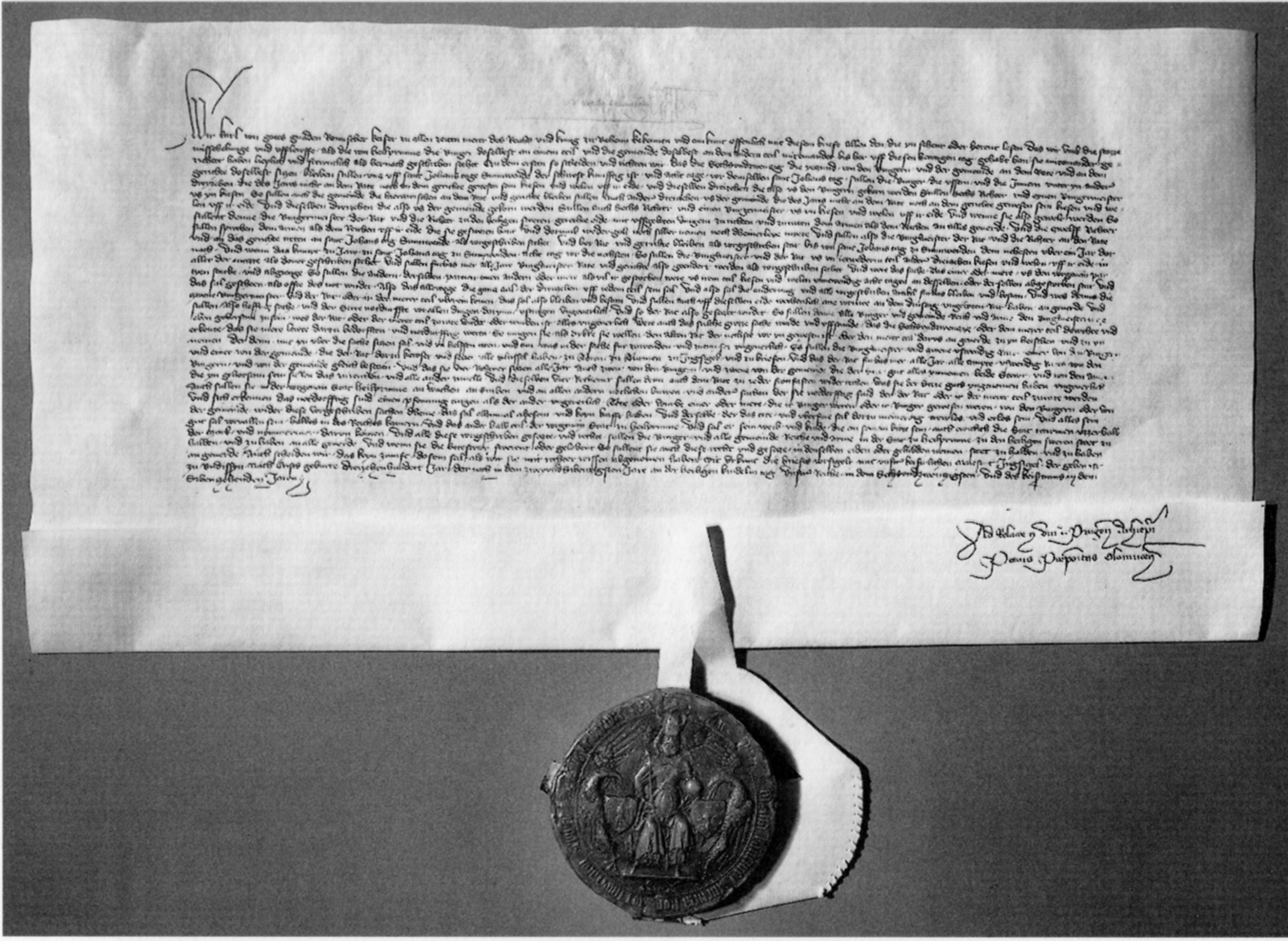
Die Urkunde, in der Heilbronn am 28. Dezember 1371 zur Reichsstadt erhoben wird
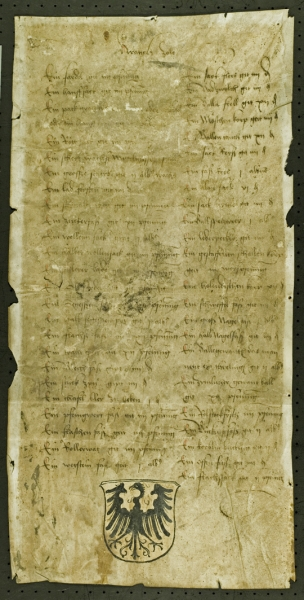
Kranenzolltafel, 1514

### Reformationszeit

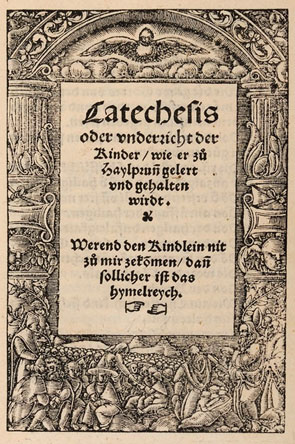
Der Heilbronner Katechismus von 1528

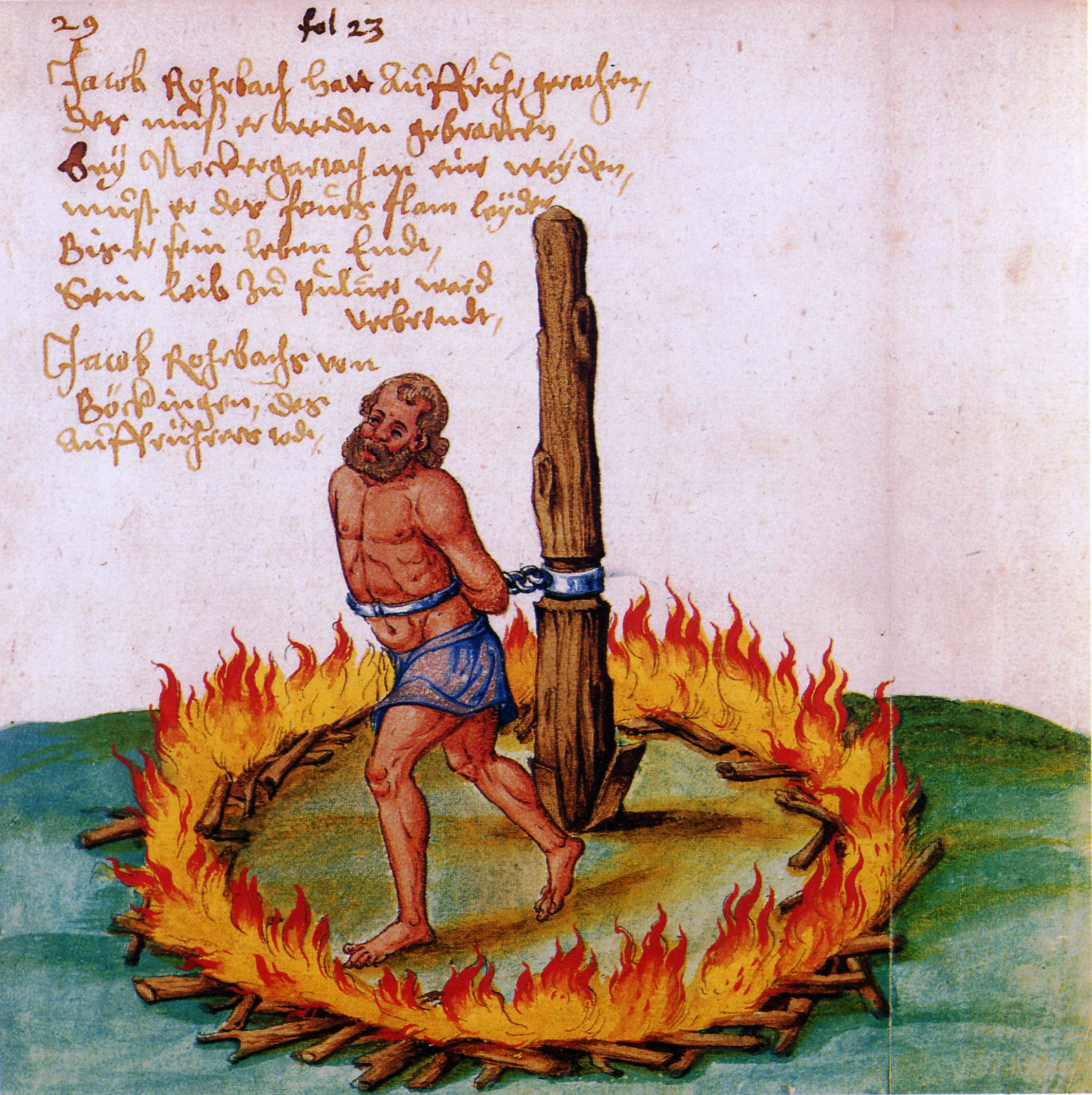
Bauernführer Jäcklein Rohrbach wird bei lebendigem Leib verbrannt.

Behandelte Themen sind „Kirchen und Klöster“ sowie Reformationszeit.
Exponate zum Thema Kirchen und Klöster:
- Die Stiftertafel des Ewigen Almosens für Bernhard Berlin (1457) und das Grabdenkmal der Familie Erer aus dem 15. Jahrhundert repräsentieren das Bemühen des Heilbronner Patriziats um Repräsentation und Seelenheil.
- Die Skulptur der heiligen Katharina um 1500 befand sich vermutlich einst im Katharinenspital.
- Bücher aus der Bibliothek des Franziskanerklosters, darunter eine Psalterium-Handschrift (15. Jahrhundert), und eine Windfahne aus dem Heilbronner Klarakloster in Form eines Franziskaners (frühes 16. Jahrhundert) erinnern an die Heilbronner Klöster.
- Der Wasserspeier „Vogel mit einem Bocksfuß und 2 Menschenköpfen“ (1525) stammt vom Turm der Kilianskirche und symbolisiert deren reformatorischen Bauschmuck.

Die Reformationszeit wird durch folgende Exponate vertreten:
- Eine Nachbildung der berühmten Eisernen Hand sowie ein Beschwerdebrief von 1522 erinnern an Götz von Berlichingen, der von 1519 bis 1522 in Heilbronn gefangen und im Bauernkrieg 1525 zeitweise Hauptmann der aufständischen Bauern war.
- Der Heilbronner Katechismus von Johann Lachmann und Kaspar Gretter von 1528 zählt zu den ältesten protestantischen Katechismen überhaupt.

Die Konsolen mit dem Thema „Heilbronner Köpfe“ befassen sich mit dem 1525 hingerichteten Bauernführer Jäcklein Rohrbach und mit dem Kilianskirchprediger und Reformator Johann Lachmann.

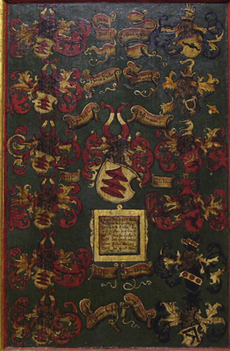
Stiftertafel Bernhard Berlin, 1457
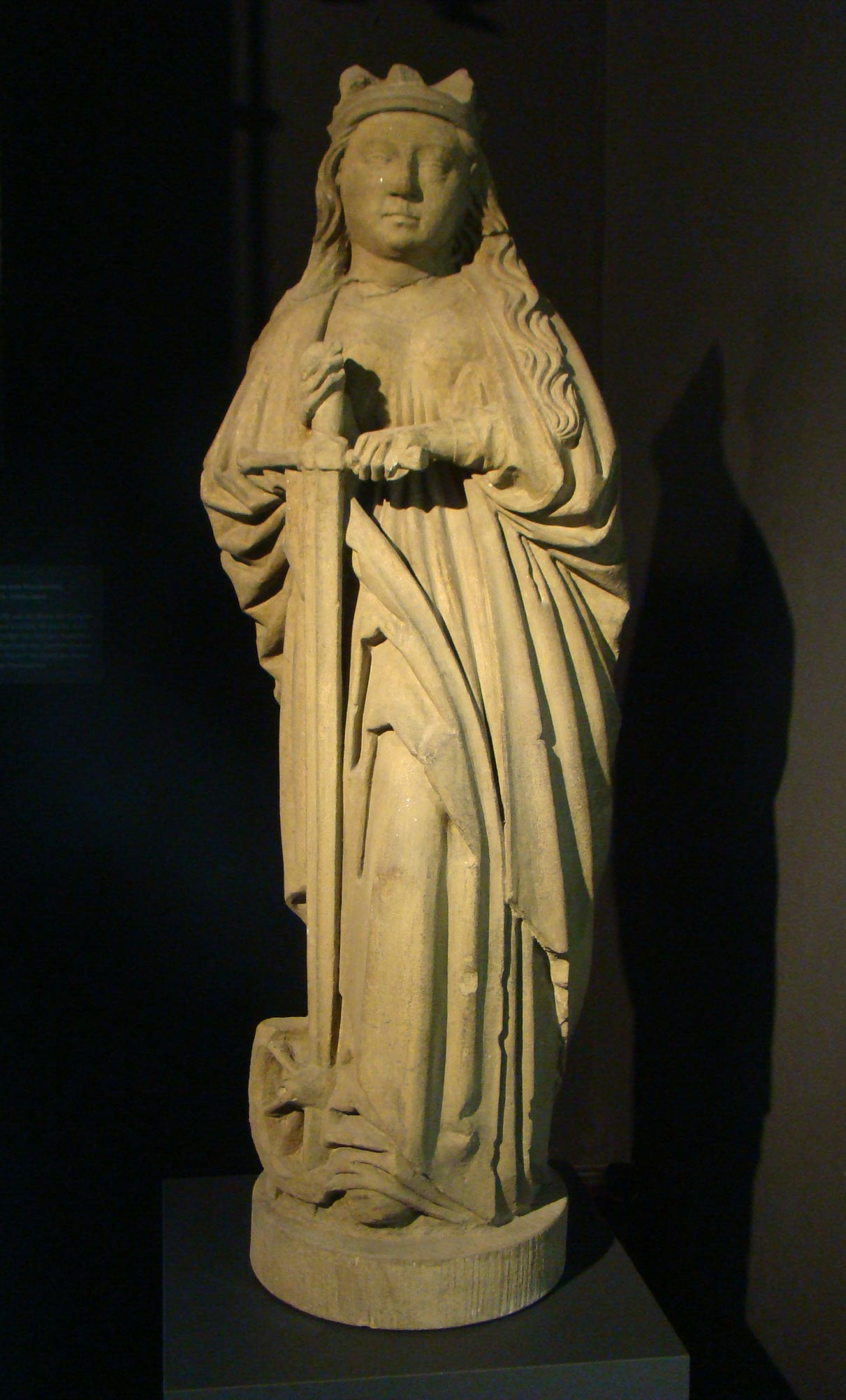
Skulptur der hl. Katharina
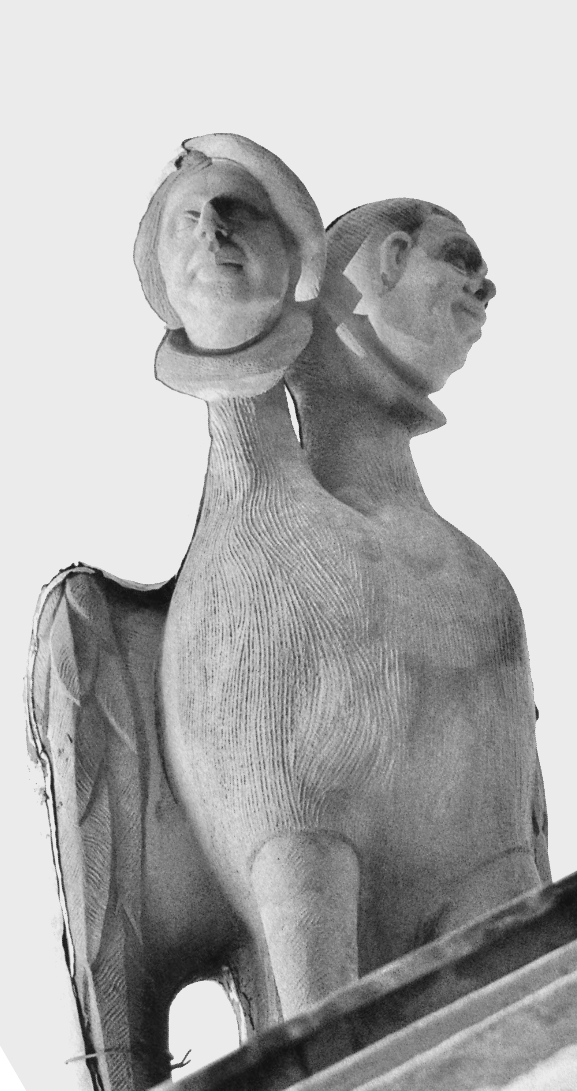
Vogel mit Doppelkopf (Mönch und Nonne)
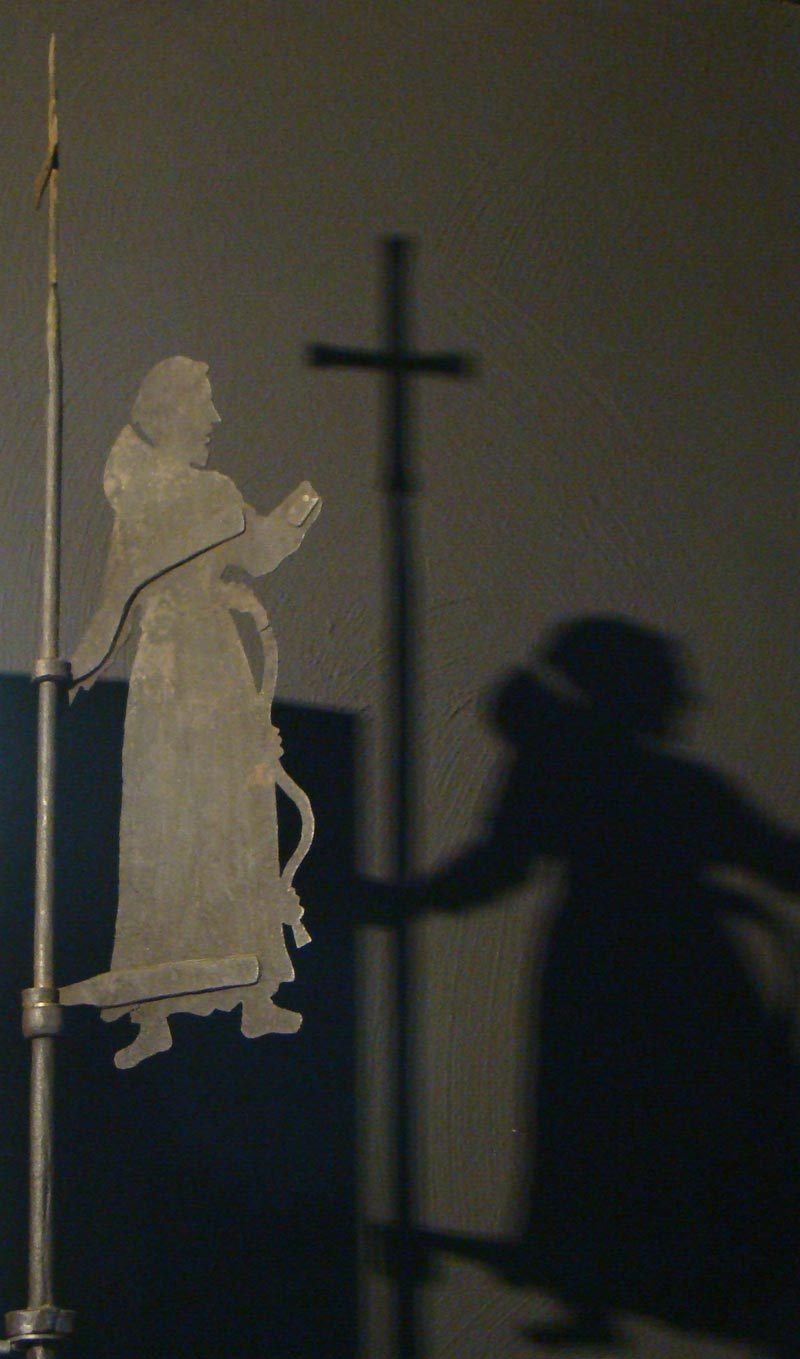
Windfahne vom Klarakloster

### Frühe Neuzeit

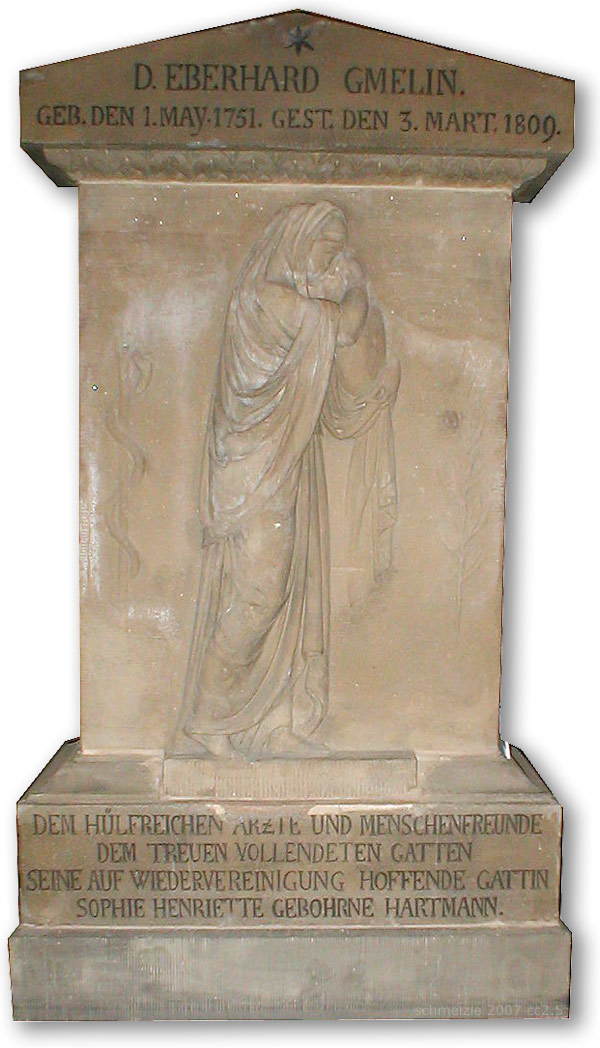
Gmelins Grabstein

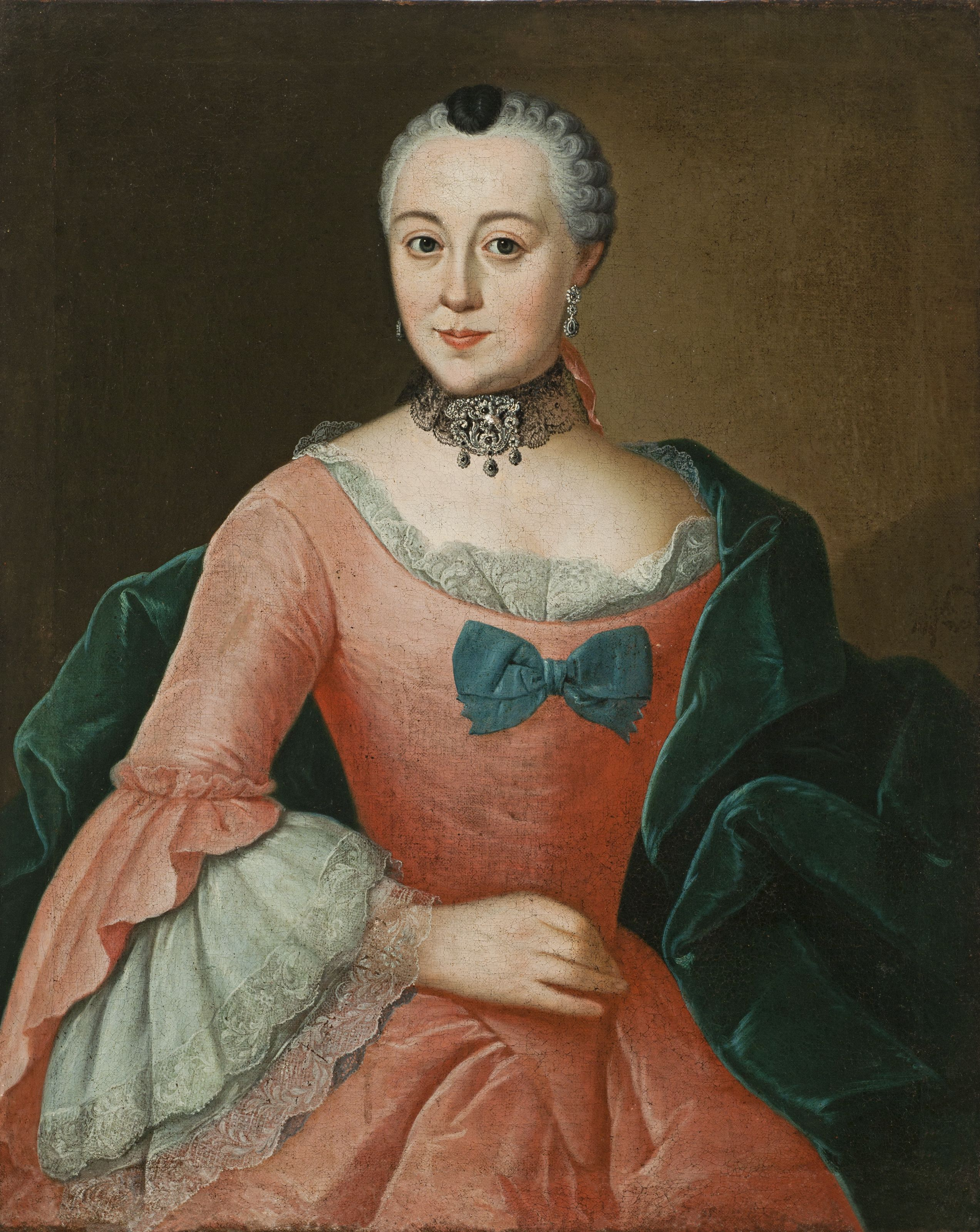
Ölgemälde, Porträt der Maria Catharina Bianchi geb. Bellino

Beschrieben werden die Themen „Kriegszeiten“, „Handel und Handwerk“, „Handel und Hafen“ sowie die Aufklärung.
Eine interaktive Medienpräsentation leitet vom Bauernkrieg im Heilbronner Raum über das Kasendorfer Konfessionsbild von 1530, auf dem Bürgermeister Hans Riesser bei der Überreichung der Augsburger Konfession zu sehen ist, zum Dreißigjährigen Krieg mit der Schlacht bei Wimpfen 1622, dem Heilbronner Konvent 1633, der Eroberung der Stadt durch das kaiserliche Heer 1634 und weiteren Geschehnissen im kriegerischen 17. Jahrhundert über. Als Exponate sind diesem Themenkreis Scherben aus dem Stadtgraben sowie historische Steinkugeln, Pistolen und Säbel beigegeben.
Handel und Handwerk werden von folgenden Exponaten repräsentiert:
- Gesellschaftslade der Schmiede und Wagner aus dem frühen 17. Jahrhundert
- Gesellschaftstafel der Küfer aus dem 17. oder 18. Jahrhundert, die bis ins 20. Jahrhundert hinein durch Namen ergänzt wurde, wofür man sie mehrfach mit Klappen erweitert hat
- Erzeugnisse der Heilbronner Zinn- oder Kantengießer, darunter Zinnbecher von Johann Jakob Kaller (1696–1753)[5] und Friedrich August Wolff (1799–1859)[6], dessen Nachfahren die Eisengießerei Julius Wolff & Co. GmbH gründeten
- Schild der Rotgerbergesellen.
- Silbermedaillen, des Heilbronner Vieh- und Pferdemarktes (1770) von Jakob Michael Pressel[7]
- Silberbecher von Hans Antoni Linden[8]

Das Zeitalter der Aufklärung stellen folgende Exponate dar:
- Grabmal und Porträt des Stadtarztes Eberhard Gmelin, der ein Vertreter des tierischen Heilmagnetismus war und Caroline Heigelin geheilt haben soll.[9]
- Ölporträts von Georg Heinrich von Roßkampff und seiner Frau Rosina Elisabeth von Harpprecht geb. von Kinkel, gemalt von Adam Schlesinger 1787.[10] Roßkampff war Baurat und Bürgermeister, auf ihn gehen mehrere Prachtbauten wie das Schießhaus und das Alte Stadtarchiv zurück. Er setzte sich außerdem auch für die Errichtung des Waisen- und Arbeitshauses ein.
- Ölporträt der Maria Catharina Bianchi geb. Bellino, einer Angehörigen der in Heilbronn tätigen Kaufmannsfamilie Bianchi.
- Porzellan-Sammlung des 18. Jahrhunderts, zum Teil gefertigt in der Porzellanmanufaktur Meißen und Porzellanmanufaktur Ludwigsburg, gespendet aus der Becker-Franck-Stiftung.
- Weitere Exponate haben Bezug zu Musikdirektor Johannes Amon, zur Bürgermeistergattin Charlotte Sophie von Wacks, zum Stoffdesigner Johann Michael Kirschbaum, zum Papierfabrikanten Johann Valentin Ebbeke, zu den Sprachlehrerinnen Charlotta und Wilhelmina Bertrand, sowie zu Johann Albrecht Sperling (* 1739 in Dürrmenz; † 19. Mai 1813 in Heilbronn), der 1794 eine Öl- und Farbholzmühle einrichtete.[11][12] Weitere vorgestellte Personen sind der Chemiker Gottlieb Christian Füger, der Schriftsteller Carl Lang, die „Freifrau von Hessenheim“ Friederike Schmidt, der Peruquier Antoni Maria Quittini, der Pädagoge Johann Rudolf Schlegel, der Gips-Fabrikant Caspar Hofmann, der Sternenseher Christian Ludwig Schübler sowie der Großunternehmer Jakob Friedrich Gsell.

Die jener Epoche beigestellte Medienstation widmet sich dem Käthchen von Heilbronn als Hommage Heinrich von Kleists an Eberhard Gmelin und dessen Patientinnen.

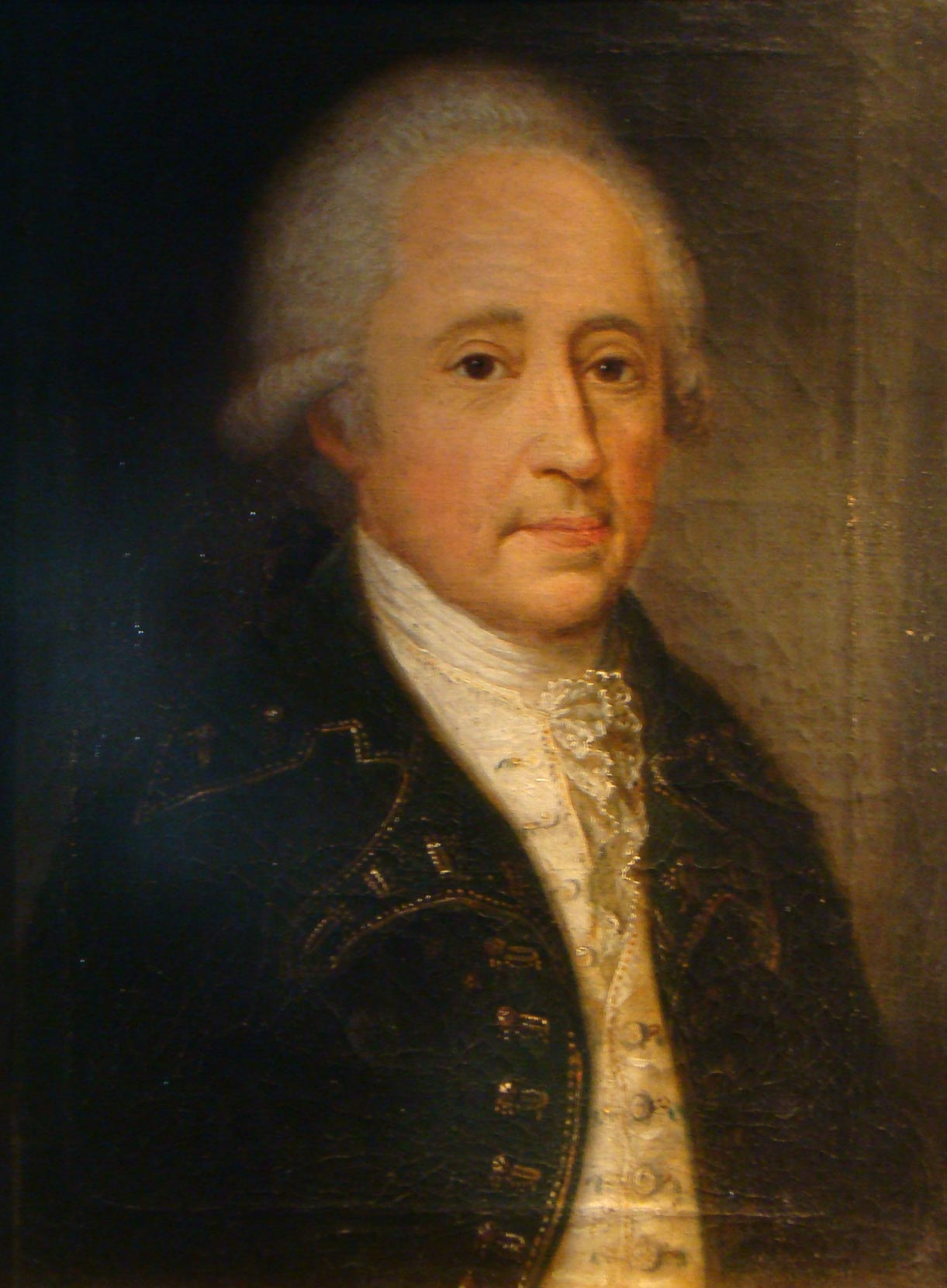
Ölporträt des Bürgermeisters Georg Heinrich von Roßkampff
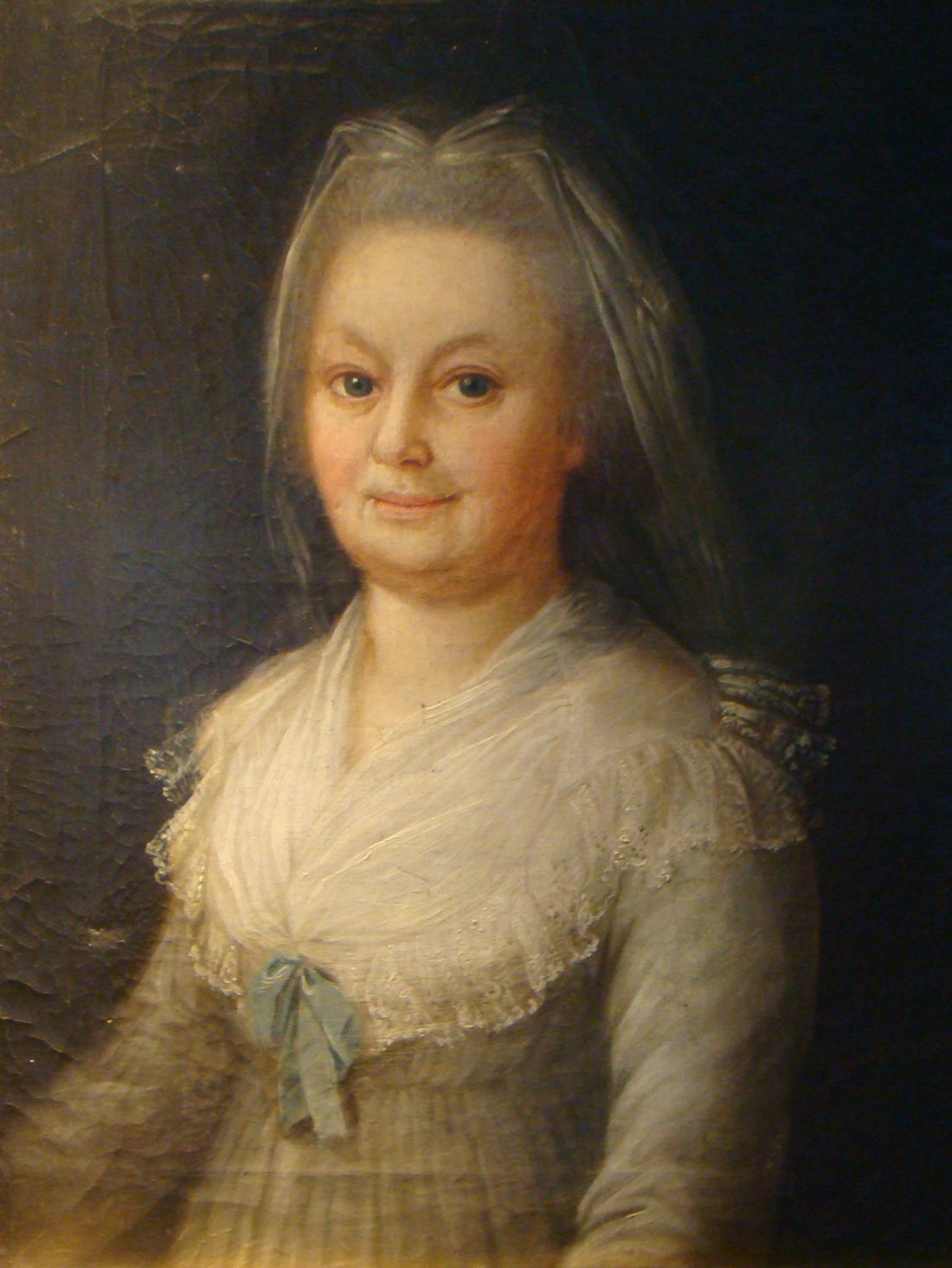
Bürgermeister-Gattin Rosina Elisabeth von Kinkel

### Königreich Württemberg (1803–1870)

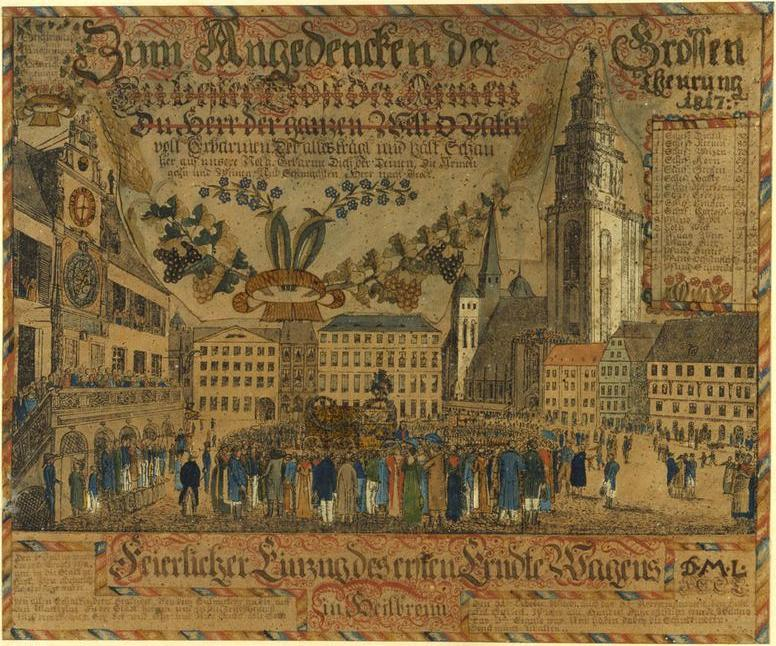
„Feierlicher Einzug des ersten Erndte-Wagens in Heilbronn im Jahr 1817“, Lithografie von Franz Friedrich Schmidt

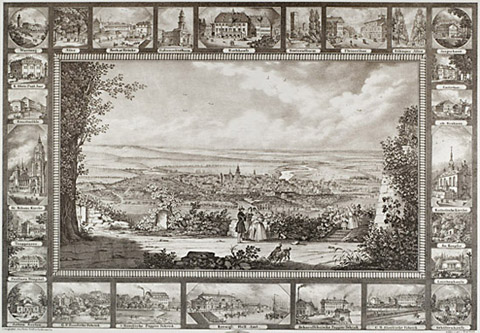
Heilbronn von der Nordseite, Lithographie der Gebrüder Wolff

Beschrieben werden die Themen „Stadt im Aufbruch“ und „Revolutionäre Zeiten“, außerdem wird beispielhaft für eine bedeutende Wohnstraße näher auf die Heilbronner Klostergasse eingegangen.
Das Thema „Stadt im Aufbruch“ fasst das Ende der Reichsstadt Heilbronn 1802 und den Beginn der Industrialisierung zusammen:
- Eine Ofenplatte mit dem Wappen Württembergs von 1809 steht symbolisch für den Übergang der Reichsstadt Heilbronn an Württemberg. Ein ebenfalls in der Ausstellung befindliches Silberservice von C. F. Brand wurde 1799 dem Kaufmann August Schreiber gewidmet und erinnert an dessen Verdienst als Vertreter der Stadt in der Ständevertretung.[14][15]
- Nach dem Jahr ohne Sommer 1816 wurde der Feierliche Einzug des ersten Erndte-Wagens in Heilbronn im Jahr 1817 auf einer Lithografie von Franz Friedrich Schmidt festgehalten.
- Die Lithographie Heilbronn von der Nordseite der Gebrüder Wolff ist das Motiv einer Konsole, bei der sich durch Berührung des betreffenden Bauwerks weitere Informationen zu den abgebildeten Gebäuden abrufen lassen. Die zahlreichen Fabriken symbolisieren die Industrialisierung der Stadt.[16][17][18] Die als Lithographen tätigen taubstümmen Brüder Louis und Fritz Wolff schufen zahlreiche Ansichten von Heilbronn, die heute zu den wichtigsten Zeugnissen über das Aussehen der Stadt im 19. Jahrhundert bis zum Einsetzen der Industrialisierung zählen. Der Grabstein der Brüder ist ebenfalls in der Ausstellung im Haus der Stadtgeschichte aufgestellt, während die Städtischen Museen im Deutschhof zahlreiche ihrer Stiche zeigen.

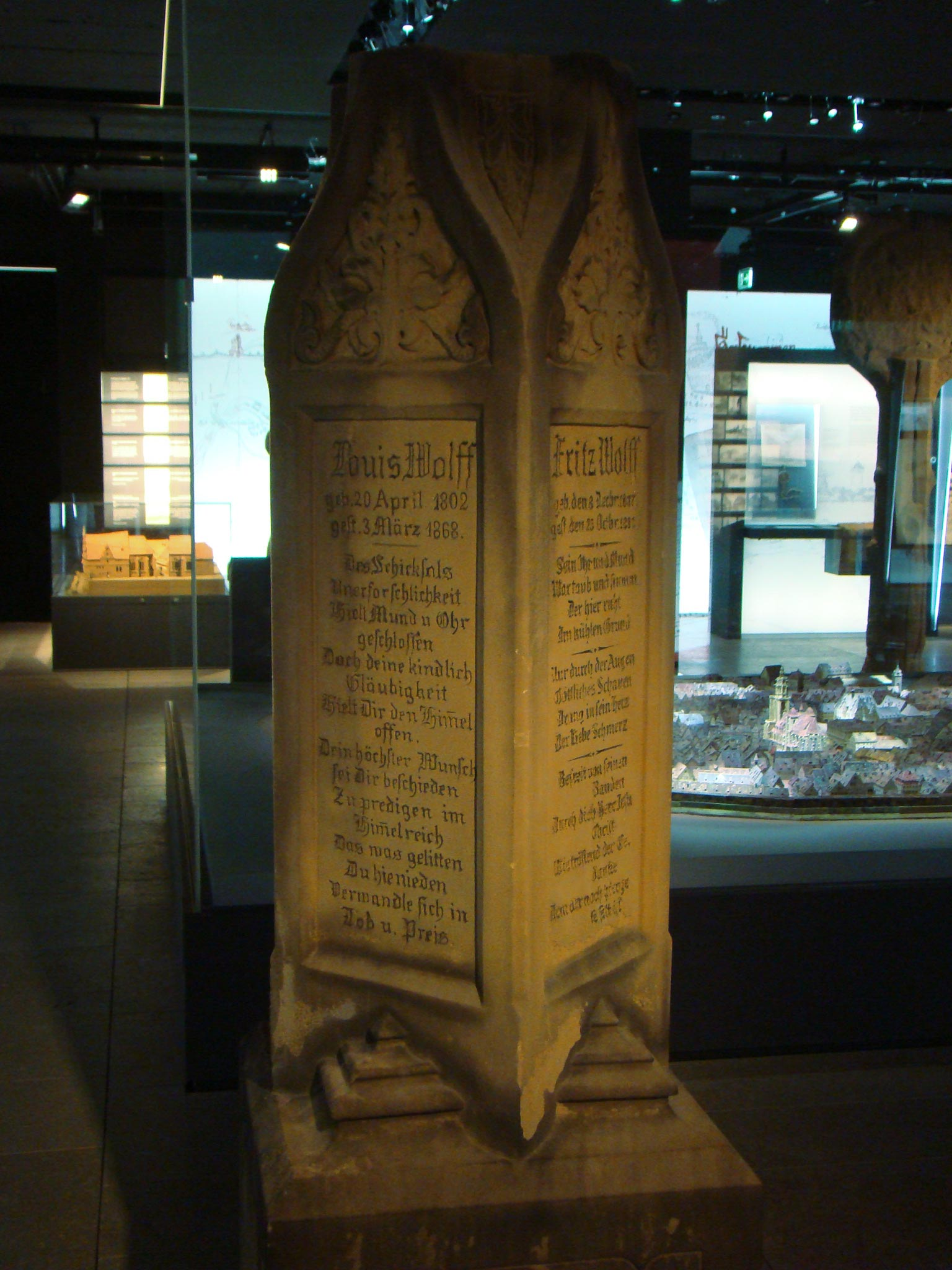
Grabstein der Brüder Wolff

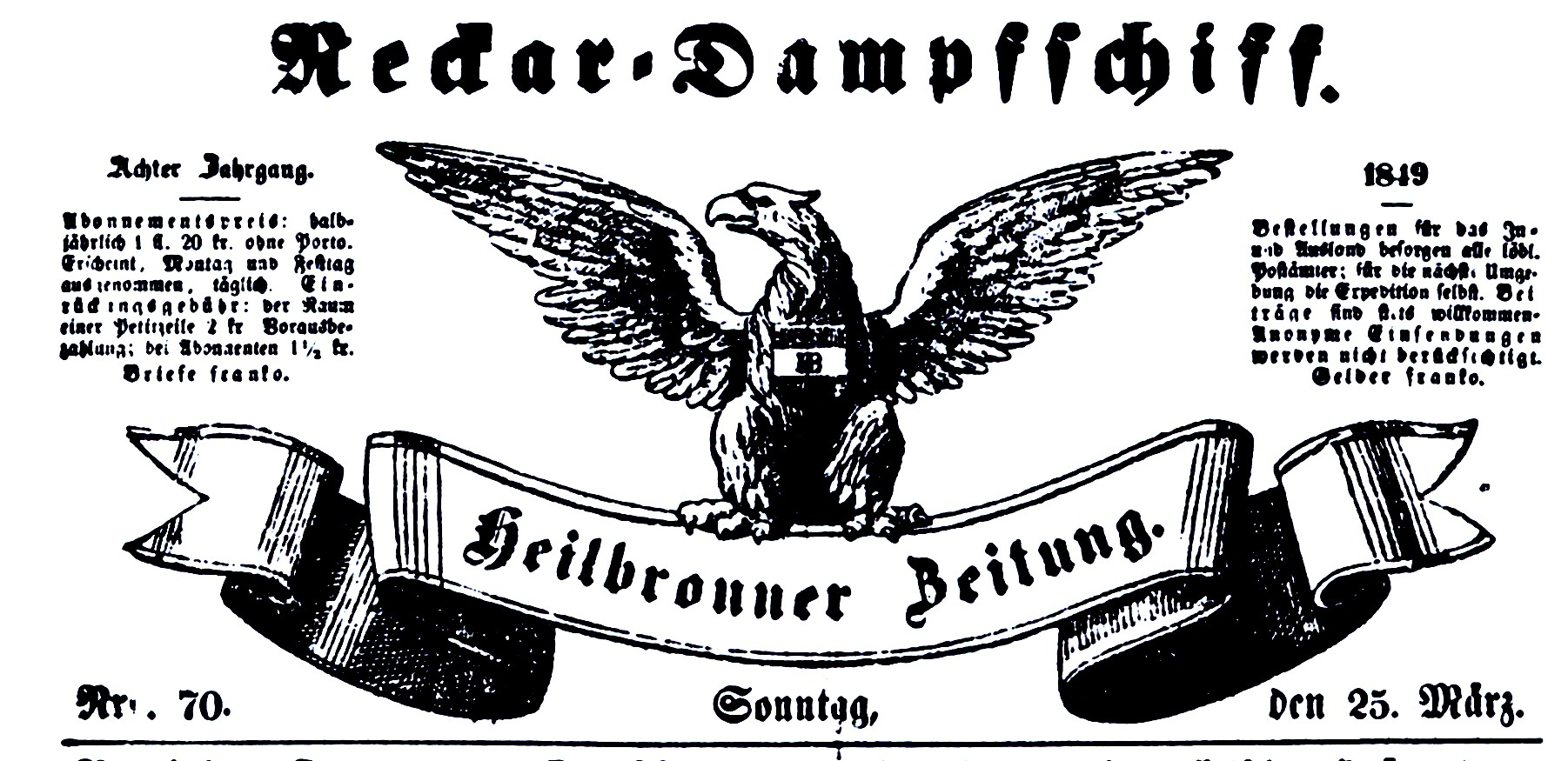
Titelseite des Neckar-Dampfschiff 1849 bis 1853 mit dem Untertitel „Heilbronner Zeitung“

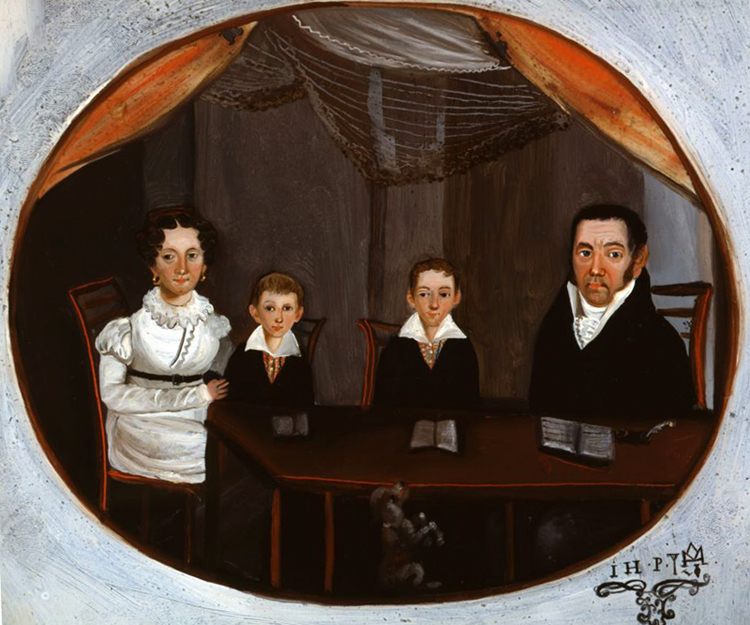
Familienporträt der Apothekerfamilie Mayer mit den Eltern und zwei von drei Söhnen: vermutlich Gustav und Robert

Exponate der Station „Revolutionäre Zeiten“:
- Die Ausgabe des Neckar-Dampfschiffs vom 27. Juli 1849 und die Ausgaben vom 24. März 1849 und die vom 24. Juli 1848 des in Stuttgart von dem gebürtigen Heilbronner Ludwig Pfau herausgegebenen Eulenspiegel verweisen auf die interessante Presselandschaft zur Zeit der Deutschen Revolution 1848/49.
- Fotografien zeigen historische Persönlichkeiten des Heilbronner Märzrevolution: Stadtschultheiß Heinrich Titot, „Märzminister“ Adolf Goppelt, Reichstagsabgeordneter, Bierbrauer und Löwenwirt Louis Hentges, Stadtschultheiß August Klett und den Bürgerwehrkommandant Bernhard Nickel.[19]
- Der Station ist außerdem ein historisches Gewehr beigefügt.

Die Heilbronner Klostergasse war einst eine Wohngegend des gehobenen Bürgertums. Die sich jener Gasse widmende Medienstation stellt u. a. den in der Klostergasse 35 lebenden Stadtarzt Georg Klett und den in Nr. 33 lebenden Arzt Hermann Strauß vor, außerdem die in der Klostergasse 29 ansässige Sektkellerei Zeller & Rauch sowie den Werkmeister Georg Andreas Cluss aus der Klostergasse 39, den Stammvater der Unternehmerfamilie Cluss.
Einzelne Medienstationen mit Ton-, Bild- und Filmpräsentationen stellen folgende Heilbronner Köpfe jener Epoche vor:
- Adolf Cluss, ein aus Heilbronn stammender Architekt. Gezeigt wird auch ein Abguss eines Silberbechers, den Adolf Cluss 1898 bei seinem Besuch in Heilbronn von seiner Schwester Henriette Faißt erhielt.[23][24]
- Ludwig Pfau, ein aus Heilbronn stammender Schriftsteller.[25]
- Robert Mayer, Heilbronner Stadtarzt und Entdecker des Gesetzes von der Energieerhaltung. Gezeigt werden Gegenstände aus seinem Besitz, darunter Kaffeegeschirr, Brillen mit Etui, ein Mikroskop mit Okularen, ein Stethoskop, ein Nelkenkästchen aus Java (ein Souvenir von Mayers Reisen) sowie das von Mayer entwickelte Blutkreislaufsmodell. Ferner ist ein historisches Porträtgemälde der Familie Mayer um 1820 ausgestellt sowie mehrere Robert Mayer für seine Verdienste verliehene Medaillen, darunter die Copley Medal der Royal Society of London for the improvement of natural knowledge.

### Kaiserreich (1871–1918)

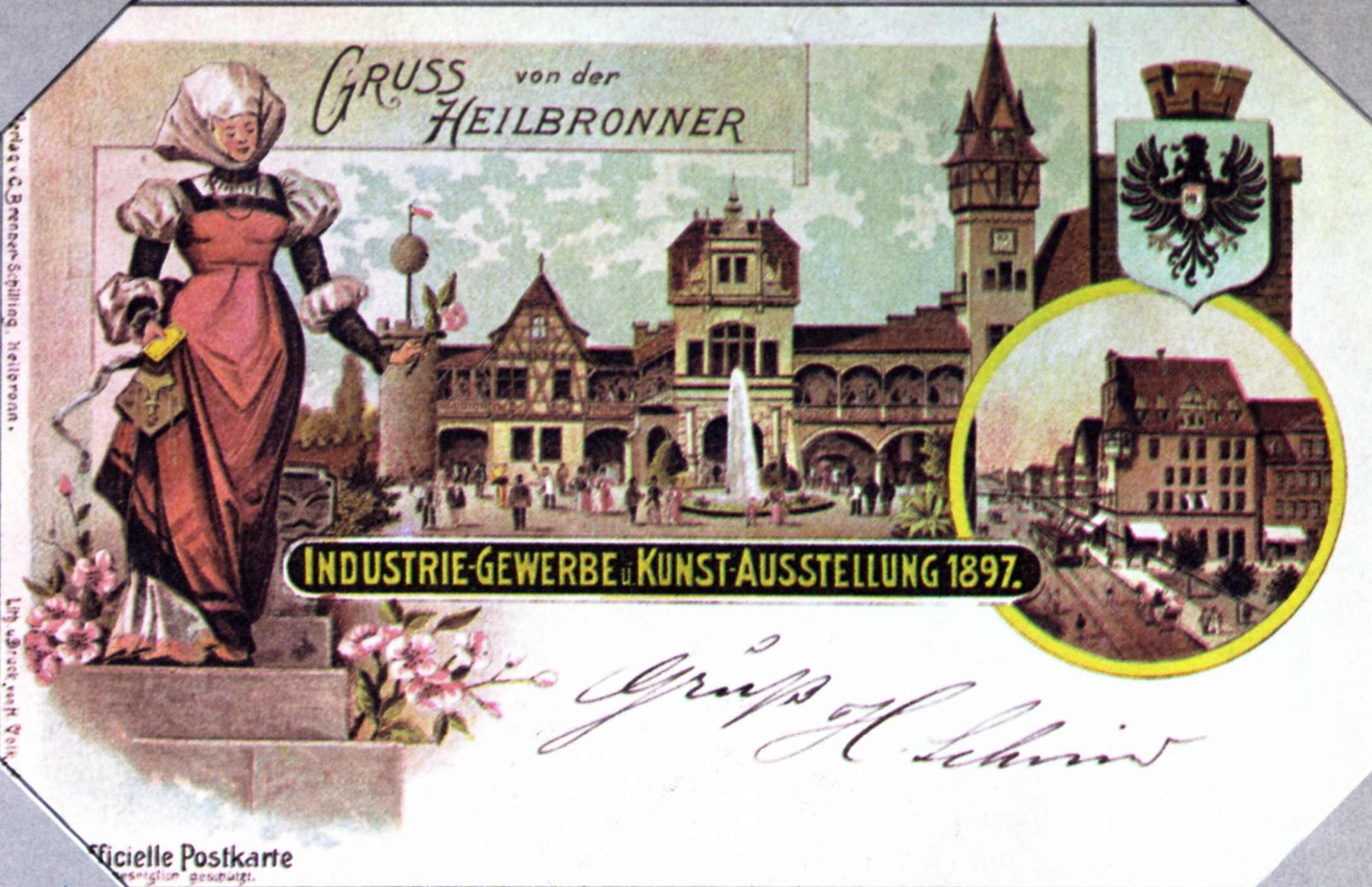
Postkartengruß von der Kunst- und Gewerbeausstellung 1897

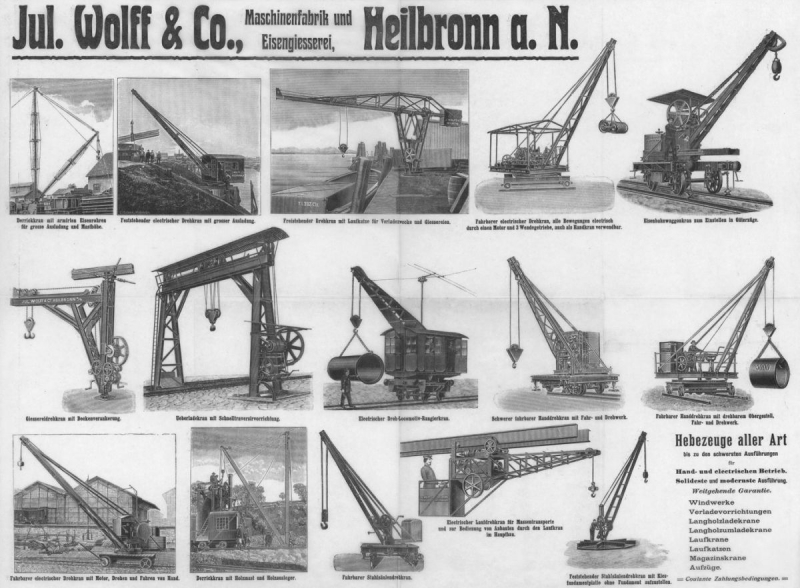
Werbeblatt der Fa. Julius Wolff für Kräne und Hebezeuge (Kran) 1900–1910.

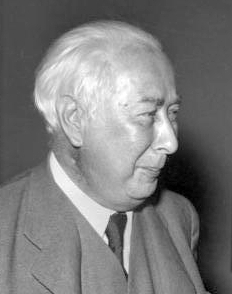
Der erste Bundespräsident Theodor Heuss war einst Chefredakteur der Neckar-Zeitung

Beschrieben werden die Themen „Industriestadt und Verkehrsknoten“, „Gründerzeit, Aufbruchzeit“ und Erster Weltkrieg.
Im Themenkreis „Industriestadt und Verkehrsknoten“ werden die neuen Verkehrsmittel des 19. Jahrhunderts sowie Zeugnisse der städtischen Industrie vorgestellt:
- Gezeigt wird das Heilbronner Eisenbahnnetz im ausgehenden 19. Jahrhundert, außerdem der Nachguss des Typenschilds der Lokomotive Nr. 328 der Maschinenbau-Gesellschaft Heilbronn, die bis 1917 mehr als 600 Lokomotiven produzierte. Die Neckarschifffahrt jener Zeit wird mit dem Modell eines Treidelkahns der Heilbronner Neckar-Ketten-Schleppschifffahrt (Neckaresel), flankiert von einem gusseisernen Poller, gefertigt von der Firma von Julius Wolff & Co. GmbH nach 1926, repräsentiert. In Schubladen befinden sich Baupläne von Gebäuden jener Zeit, darunter ein originaler Aufriss der Villa Brüggemann.
- Verschiedene Schilder, Reproduktionen von Zeitungsanzeigen und originale Produkte erinnern an alte Heilbronner Firmen, darunter Verpackungen der Cichorien-Fabrik Seelig, eine Erbswurst der Firma Knorr, Schuhe der Schuhfabrik Wolko und Seidengarn der Zwirnerei Ackermann. Die ebenfalls ausgestellte Revolverdrehbank von 1930 wurde von der Firma Heinemann (St. Georgen) gefertigt und war bei Sigmund Lust in Heilbronn-Sontheim im Einsatz.

Die Station „Gründerzeit, Aufbruchzeit“ beschreibt die Entwicklung der Stadt von der Gründung des Kaiserreichs bis zum Ende des 19. Jahrhunderts:
- Ein Bild vom Durchbruch der Kramstraße (heutige Kaiserstraße) zur Allee symbolisiert die großen städtebaulichen Veränderungen jener Epoche, die auch an einem ebenfalls gezeigten Stadtbauplan von 1895 abzulesen sind.
- Besondere Bedeutung für die industrielle Entwicklung jener Zeit hatte die Heilbronner Ausstellung für Industrie, Gewerbe und Kunst im Jahre 1897, deren von Adolf Amberg entworfene Werbedrucksachen[26][27] gezeigt werden. Aus der Unternehmerfamilie des Saatengroßhändlers Heinrich Becker (Becker-Franck-Stiftung) stammt ein Puppenhaus um 1900, der Modesalon Becker, erstellt für Margarete und Uta Susanne. Zudem ist die Nocturne in E von Heinrich Wilhelm Ernst gespielt von dem Heilbronner Violinisten Hugo Heermann zu hören.
- Eine Brunnenabdeckung von 1899 steht symbolisch für die in der Jahrhundertwende entstandene moderne Infrastruktur der Stadt mit Wasserversorgung, Kanalisation, Strom- und Gasnetz, Straßenbahn, Schlachthof und Friedhof.
- Ein interaktiver Wandmonitor bietet weitergehende Information zu den Heilbronner Altstadtgassen, zum Heilbronner Sandstein, zu Heilbronns historischer Rolle als Stadt des Weins, zu den Heilbronner Flugpionieren Hellmuth Hirth und Alexander Baumann sowie zur Neckarschleppschifffahrt.

Die Zeit vor und während des Ersten Weltkriegs wird durch folgende Exponate illustriert:
- Das Bozzetto des Eisenhart entwarf Josef Michael Lock 1915, das später vor dem Heilbronner Rathaus aufgestellte Standbild, in das gegen eine Kriegsspende Nägel eingeschlagen werden konnten, schuf Robert Grässle. Es war das erste Standbild dieser Art in Deutschland.
- Postkarten zeigen Bilder aus dem gesellschaftlichen und kulturellen Leben in Heilbronn im frühen 20. Jahrhundert: den Empfang für König Wilhelm II. im Jahr 1906, den Besuch einer türkischen Studienkommission bei Ernst Jäckh 1911 sowie die Aufstellung des Eisenhart vor dem Rathaus am 12. Mai 1915.

Die „Heilbronner Köpfe“ jener Epoche, die mit Medienstationen näher vorgestellt werden, sind:
- Carl Heinrich Knorr, der Gründer des Lebensmittelunternehmens Knorr
- Peter Bruckmann, Unternehmer und Kulturförderer
- Theodor Heuss, von 1912 bis 1918 Chefredakteur der Heilbronner Neckar-Zeitung und später erster Bundespräsident

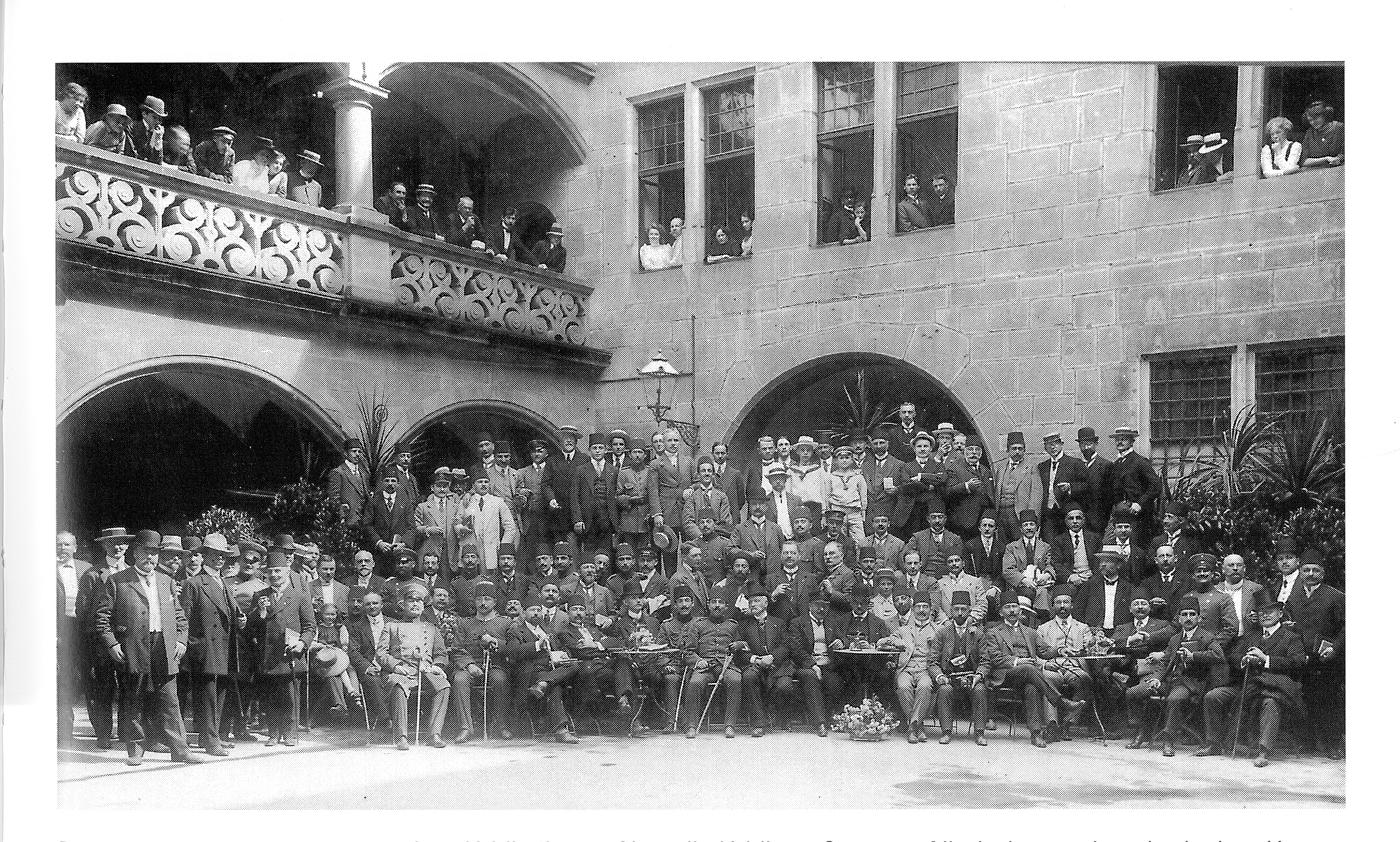
Ernst Jäckh und eine türkische Studienkommission im Rathaus-Innenhof 1911

### Weimarer Republik (1919–1933)

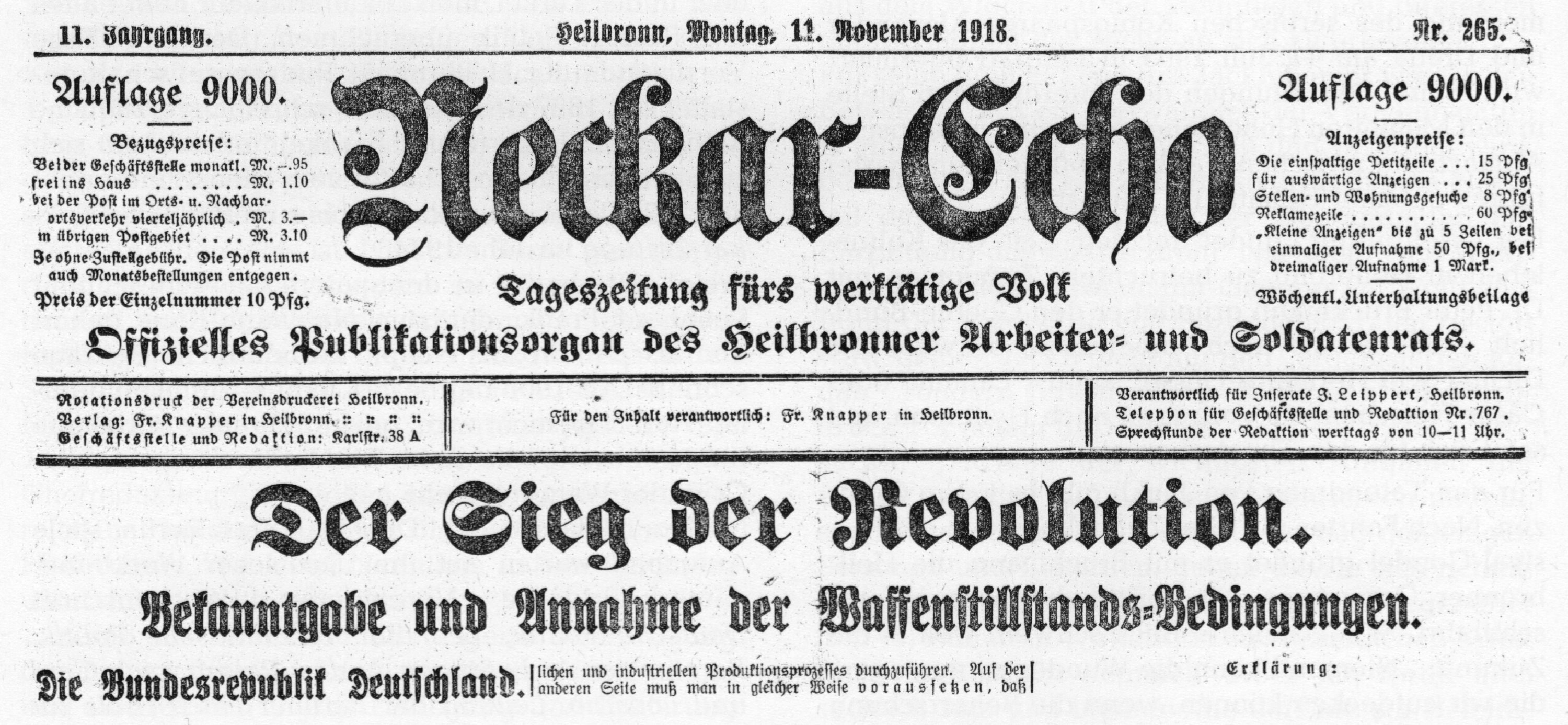
Das Neckar-Echo war eine Heilbronner Tageszeitung

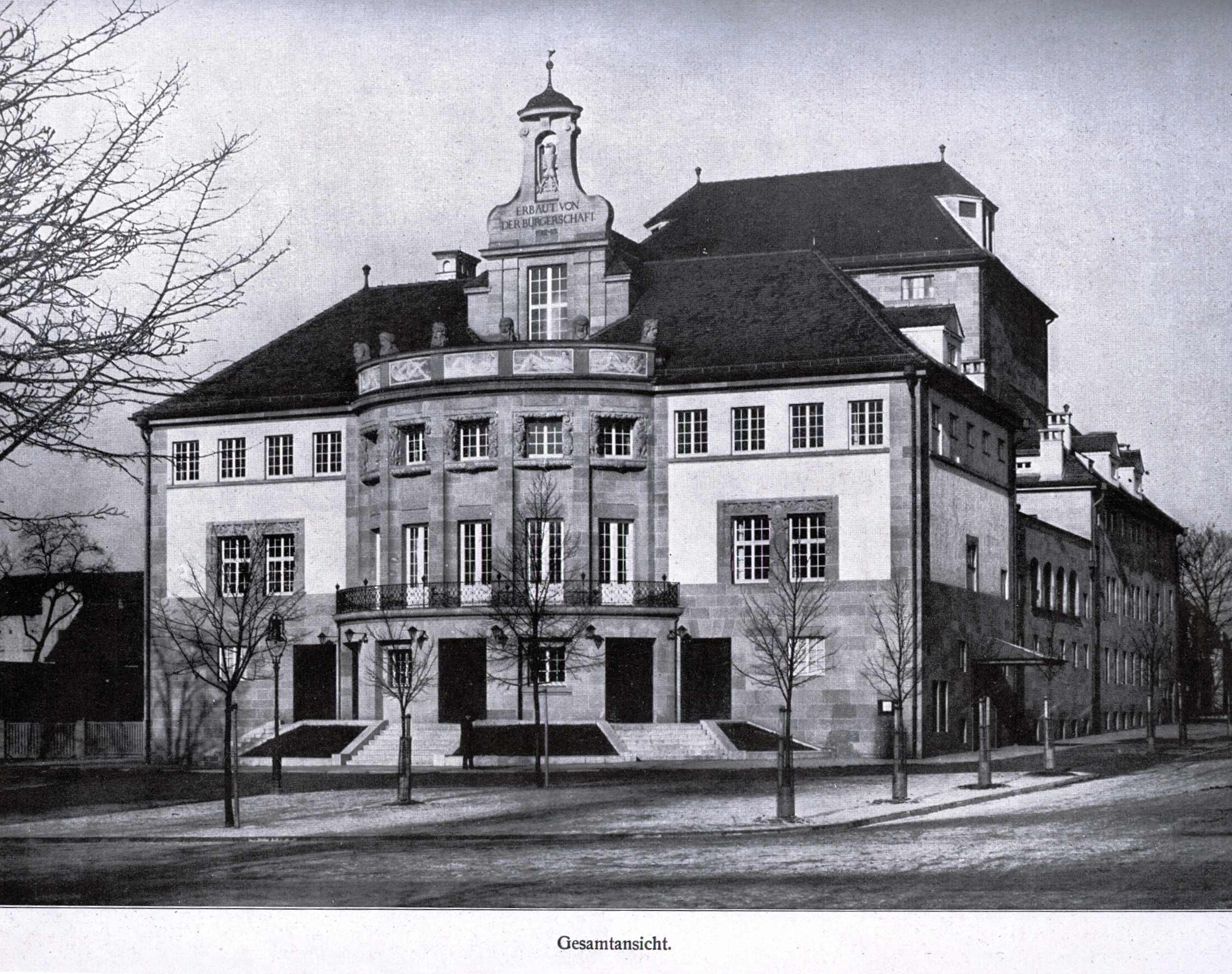
Das alte Stadttheater von Heilbronn

Beschrieben werden die Themen „Fortschrittsstadt“  sowie „Zwischen Revolution und Krise“.
Unter dem Thema „Fortschrittsstadt“ werden insbesondere die Heilbronner Automobilhersteller und das Heilbronner Zeitungs- und Theaterleben gewürdigt:
- In Schubladen befinden sich Vitrinen mit Beschreibungen zu verschiedenen Heilbronner Automobilherstellern und deren Zulieferern, darunter Gustav Drauz und die Drauz-Werke, Karl Frank und die Heilbronner Fahrzeug-Fabrik[28], Gottlieb Hartlieb und die Falcon Automobilwerke sowie Gotthard Drögmöller und die Drögmöller-Busse. Gustav Bach und seine KACO Dichtungswerke zählten in den 1930er Jahren zu den bedeutenden Zulieferern der Kraftfahrzeugindustrie und haben erstmals in Deutschland Zylinderkopf-, Flansch- und Ringdichtungen für Kraftfahrzeuge industriell hergestellt.
- Weitere Schubladen enthalten Titelseiten verschiedener Heilbronner Zeitungen: Neckar-Zeitung, Heilbronner Sonntags-Zeitung, Heilbronner General-Anzeiger, Heilbronner Abend-Zeitung, Neckar-Echo und Heilbronner Tagblatt.
- Eine Bildstrecke würdigt das Alte Heilbronner Stadttheater, mit dessen Bau 1912 begonnen worden war.

Im Themenbereich „Zwischen Revolution und Krise“ werden folgende Exponate gezeigt:
- Das große Ölgemälde von Walter Maisak, Erinnerung an die Festzüge der 1920er Jahre in Böckingen, wurde 1934 gemalt.[29] Ihm gegenübergestellt ist die Fahne des Reichsbanners Schwarz-Rot-Gold der SPD, Gewerkschaften und Arbeitersportverbände von 1925.
- Wandvitrinen zeigen Notgeld aus der Zeit der Hochinflation 1923 sowie Anstecknadeln und politische Bekenntniszeichen aus den 1920er und 1930er Jahren. Ein Schlagring um 1930 erinnert daran, dass politische Auseinandersetzungen jener Zeit oft mit Gewalt auf den Straßen ausgetragen wurde.

Die „Heilbronner Köpfe“ jener Epoche, auf die mit eigenen Medienstationen näher eingegangen wird, sind:
- Wilhelm Maybach, in Heilbronn geborener Kraftfahrzeugkonstrukteur
- Ernst Jäckh, von 1902 bis 1912 Chefredakteur der Heilbronner Neckar-Zeitung und später auch als Publizist bekannt
- Victoria Wolff, in Heilbronn geborene Schriftstellerin, die 1933 in die USA emigrierte
- Emilie Hiller, eine der ersten deutschen Politikerinnen

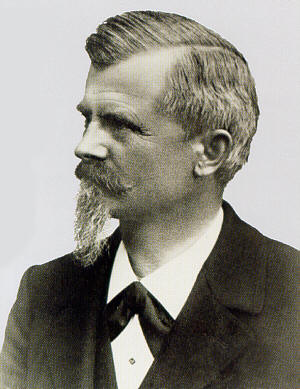
Wilhelm Maybach

### Zeit im Nationalsozialismus (1933–1945)

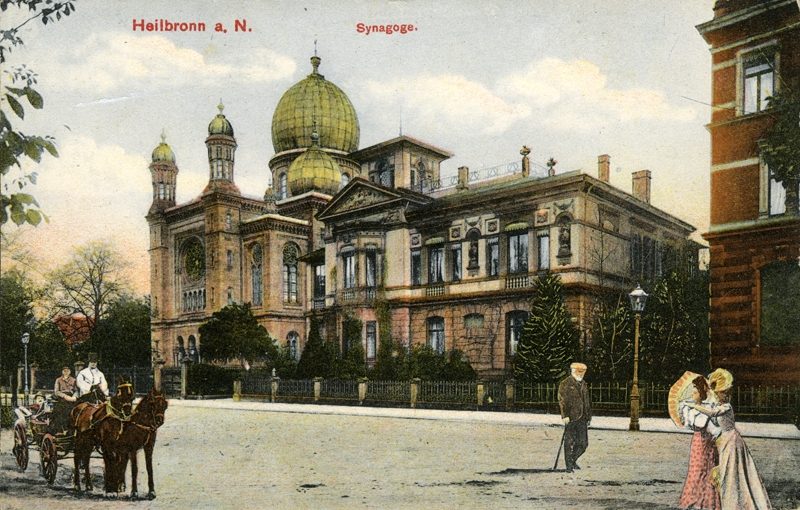
Die Heilbronner Synagoge wurde 1938 zerstört

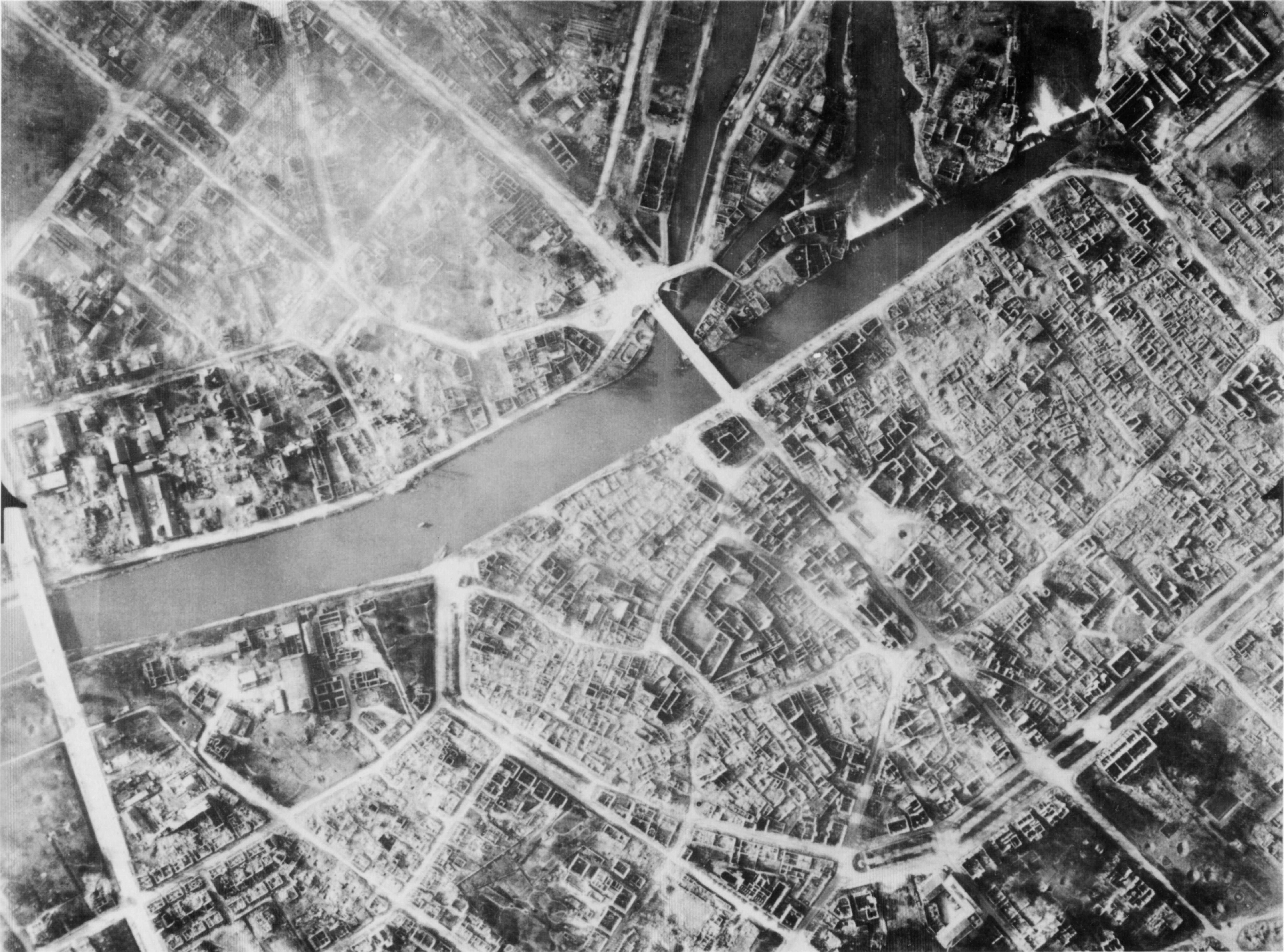
Die zerstörte Stadt Heilbronn nach dem Luftangriff vom 4. Dezember 1944

Beschrieben werden die Machtergreifung, der „Alltag im NS-Staat“, der „Terror gegen das eigene Volk“ sowie die „Stadt im Krieg“.
Die Ausstellungsstation zur Machtergreifung umfasst:
- Ein Faksimile des Roten Albums,[32] das ein unbekannter Anhänger der NSDAP in Heilbronn zusammengestellt hat, zeigt Szenen der ersten drei Monate der NS-Zeit in Heilbronn: NS-Persönlichkeiten, NS-Beflaggung in Heilbronner Straßen und vor öffentlichen Gebäuden, das Braune Haus, die Besetzung der Verlagsgebäude des Neckar-Echos, die Verhaftung von Ernst Riegraf (SPD), Karl Britsch (SPD), Willy Holzwarth (Reichsbanner Schwarz-Rot-Gold) und August Weinstock, den „Judenboykott“, die Bismarck-Feier am 1. April 1933, das Sportfest des VfR Heilbronn auf der Theresienwiese am 9. April 1933, die Feier zum 1. Mai 1933, die Kommissarische Stadtregierung, die Heilbronner SA und die Hilfspolizei.
- Zahlreiche weitere Medienangebote, darunter eine zeitgenössische Materialsammlung des Stadtamtmanns Karl Banzhaf und Tagebuchnotizen des Oberbürgermeisters Emil Beutinger sowie Filminterviews mit Hellmut Riegraf und Walter Vielhauer, runden die Darstellung der Machtergreifung ab.

Der „Alltag im NS-Staat“ wird anhand der Geschichte der Bewohner des Hauses Fleiner Straße 9 dokumentiert:
- Der Künstler Robert Grässle hatte sein Atelier in diesem Gebäude. Grässles Nachbildung der Verkündigungsgruppe aus dem ehemaligen Klarakloster wird ausgestellt.
- Weitere Exponate zum Gebäude Fleiner Straße 9 umfassen Stempel der dort ansässigen Firma Stempelmüller sowie Privataufnahmen weiterer Bewohner. Eine beigestellte Medienstation erklärt die Geschichte eines Hochzeitsbildes von 1934, das auch Bewohner des Hauses zeigt. Das Haus in der Fleiner Straße 9 steht auch exemplarisch für den Wandel des Stadtbilds. Vor dem Krieg noch ein Fachwerkhaus mit Wohnungen und Geschäftsräumen, entstand in der Nachkriegszeit dort das Kaufhaus Merkur. Später wurde die Fleiner Straße zur Fußgängerzone, heute ist das Grundstück mit der Galeria Kaufhof überbaut.

Der „Terror gegen das eigene Volk“ fand in Heilbronn vor allem in der Vernichtung der jüdischen Gemeinde seinen Höhepunkt:
- In Wandvitrinen werden verschiedene Fensterfragmente der Heilbronner Synagoge sowie jüdische Kultgegenstände vor dem Hintergrundbild der in der Nacht vom 9. auf den 10. November 1938 lichterloh brennenden Synagoge gezeigt. Außerdem wird die Geschichte verschiedener Personen und Familien in Heilbronn dargestellt, indem auf einem interaktiven Stadtplan verschiedene Adressen angeklickt werden können, worauf die Geschichte und das Schicksal der Bewohner beschrieben werden. Vorgestellt werden sowohl Opfer wie der jüdische Rechtsanwalt Siegfried Gumbel als auch Täter wie der Heilbronner NS-Bürgermeister Heinrich Gültig. Ausgelegt sind auch die faksimilierten Fragebögen zur Judenverfolgung in Heilbronn, die der Journalist Hans Franke nach dem Krieg bei den überlebenden Hinterbliebenen erhoben hat.

Der Alltag in der „Stadt im Krieg“ wird durch unterschiedliche Exponate dokumentiert:
- Eine Vitrine enthält u. a. eine Volksgasmaske um 1940, eine Mappe mit Lebensmittel-Bezugskarten, eine Sammelbüchse des Winterhilfswerks, Wehrmachts-Essgeschirr und Löschsand.
- Der originale Luftschutz-Kleinbunker stammt vom Gelände der Firma Ludwig Müller in Heilbronn-Böckingen.
- Blindgänger sowie geschmolzene Aluminium-Trinkflaschen und angekohlte Akten aus dem ausgebrannten Rathaus stehen für die Zerstörung der Stadt beim Luftangriff vom 4. Dezember, der außerdem auch durch Videomaterial und eine Schadkarte dokumentiert ist.

Die mit Medienstationen näher vorgestellten „Heilbronner Köpfe“ jener Epoche sind:
- Emil Beutinger, Oberbürgermeister vor und nach der Zeit im Nationalsozialismus. Ausgestellt wird auch ein Silberbecher, den Beutinger anlässlich der Weinbörse 1932 von der Silberwarenfabrik Peter Bruckmann & Söhne erhielt.[33][34]
- Richard Drauz, NS-Kreisleiter

### Nachkriegszeit (1945–1989)

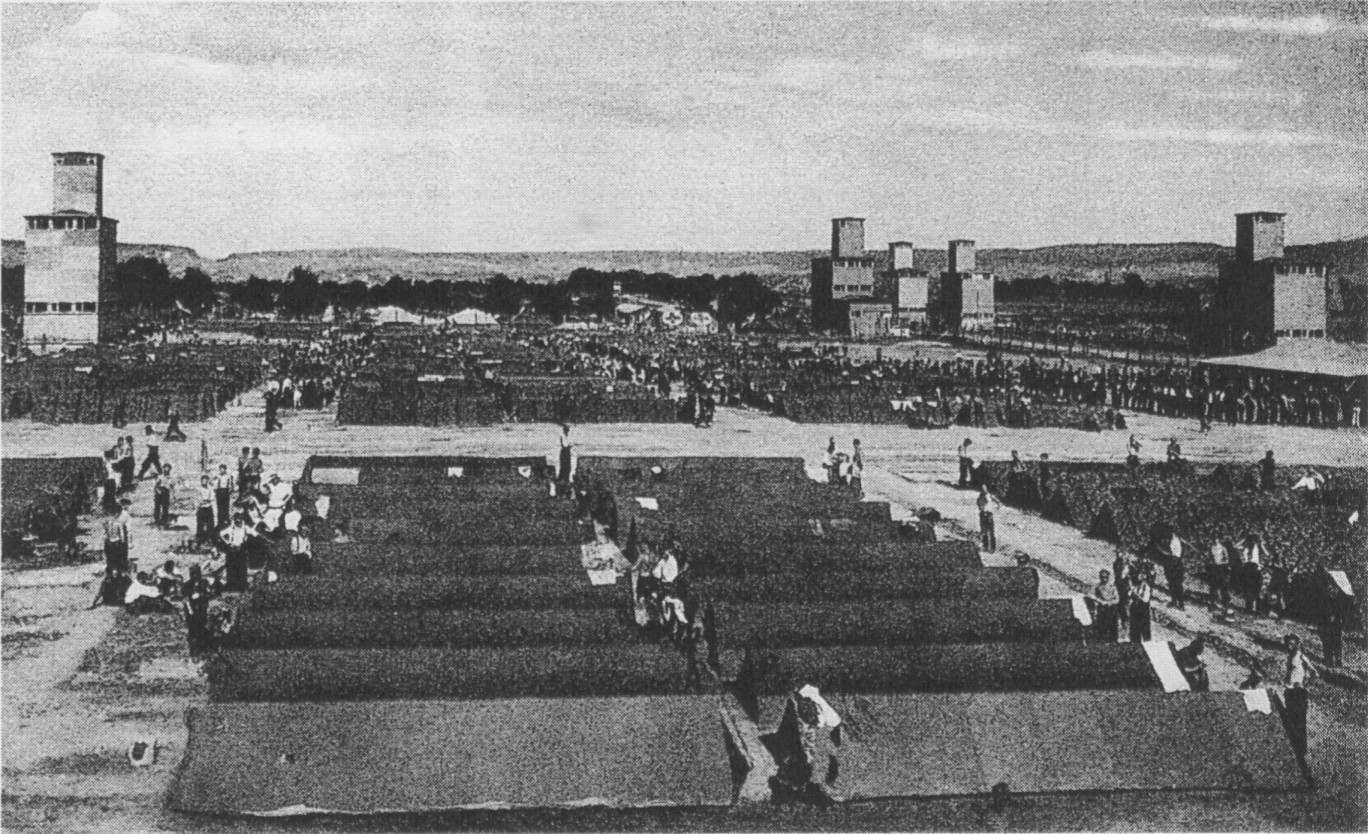
Das Gefangenenlager P.W.E. 10 in Heilbronn-Böckingen 1945/46

Die Nachkriegszeit wird mit den Themen Leben in Ruinen, der Wiederaufbau und der Wandel Heilbronns zur kleinen Großstadt exemplarisch dargestellt.
Im Themenkreis „Ruinenstadt“ zeigt ein Fotoalbum der US-Armee die Lebensbedingungen der Bevölkerung in den Notunterkünften der zerstörten Stadt. Eine Strickjacke aus der Familie des Böckinger Pfarrers Theodor Zimmermann, die aus selbstgesponnener Schafwolle und der Wolle eines alten Pullovers hergestellt wurde, verdeutlicht die Mangeljahre der Nachkriegszeit. Ein teils aus zermahlenem Trümmerschutt hergestellter Hohlblockstein der Firma Ensle symbolisiert den beginnenden Wiederaufbau. Ein Album mit Fotos von Siegfried Lechler stellt Ansichten verschiedener Baudenkmäler 1940 und 1946 gegenüber, darunter die Friedenskirche, St. Augustinus, das Alte Theater und das alte Rathaus. Schließlich erinnert ein Sängerzeichen aus einem Gefangenenlager an das in der Nachkriegszeit auf der Böckinger Schanz befindliche Gefangenenlager P.W.E. 10.
Der Wiederaufbau und der Wandel zur Großstadt wird in einer Fotowand mit Schauvitrinen dargestellt. Rund 140 Fotos dokumentieren Szenen des Wiederaufbaus und der jüngeren Stadtgeschichte. In den eingelassenen Vitrinen werden Produkte Heilbronner Firmen aus der zweiten Hälfte des 20. Jahrhunderts gezeigt, darunter Kerzenständer und Silberwaren der Silberwarenfabrik Peter Bruckmann & Söhne, eine Zigarrendose der Zigarrenfabrik Reiner, Handelsprodukte der Gustav Lichdi AG, Produkte der Öl- und Fettfabrik Müller sowie Röhren und Transistoren des Heilbronner Telefunken-Werks. Weitere Vitrinen enthalten die jährlich neu aufgelegten Weingläser des Heilbronner Weindorfs. Eine NSU Quickly schlägt schließlich auch den Bogen zur Nachbarstadt Neckarsulm und der dortigen Fahrzeugindustrie.
Die Reihe der „Heilbronner Köpfe“ schließt die Medienstation mit ergänzenden Informationen zu Paul Meyle ab, der in seiner 20-jährigen Amtszeit als Oberbürgermeister den Wiederaufbau der Stadt und die Weichenstellung für die Entwicklung zur Großstadt bewältigte.